# Circuitul ITF feminin 2024 (aprilie–iunie)
Circuitul ITF feminin 2024 este ediția din 2024 a celui de-al doilea turneu de tenis profesionist feminin. Acesta este organizat de Federația Internațională de Tenis și este un nivel inferior circuitului WTA. Circuitul include turnee în cinci categorii cu premii în bani care variază între 15.000 și 100.000 de dolari.

## Legendă
| Categorie   |
| Turnee W100 |
| Turnee W75  |
| Turnee W50  |
| Turnee W35  |
| Turnee W15  |

### Aprilie
| Săptămâna  | Turneu                                                                            | Campioni                                                   | Finaliști                                     | Semifinaliști                                      | Sfert-finaliști                                                                  |
| ---------- | --------------------------------------------------------------------------------- | ---------------------------------------------------------- | --------------------------------------------- | -------------------------------------------------- | -------------------------------------------------------------------------------- |
| 1 aprilie  | ITF Split Open Split, Croația Zgură W75 Simplu și dublu                           | Jana Fett 6–0, 6–4                                         | İpek Öz                                       | Stephanie Wagner Panna Udvardy                     | Rebecca Peterson Barbora Palicová Valentini Grammatikopoulou Veronika Erjavec    |
| 1 aprilie  | ITF Split Open Split, Croația Zgură W75 Simplu și dublu                           | Valentini Grammatikopoulou Prarthana Thombare 6–4, 6–1     | Veronika Erjavec Justina Mikulskytė           | Stephanie Wagner Panna Udvardy                     | Rebecca Peterson Barbora Palicová Valentini Grammatikopoulou Veronika Erjavec    |
| 1 aprilie  | Engie Open Florianópolis Florianópolis, Brazilia Zgură W75 Simplu și dublu        | Raluca Șerban 7–5, 6–2                                     | Séléna Janicijevic                            | Kaylah McPhee Giorgia Pedone                       | Irina Fetecău Miriana Tona Solana Sierra Michaela Bayerlová                      |
| 1 aprilie  | Engie Open Florianópolis Florianópolis, Brazilia Zgură W75 Simplu și dublu        | Maria Kononova Maria Kozyreva 6–4, 6–3                     | Katarina Jokić Rebeca Pereira                 | Kaylah McPhee Giorgia Pedone                       | Irina Fetecău Miriana Tona Solana Sierra Michaela Bayerlová                      |
| 1 aprilie  | Kashiwa, Japonia Hard W50 Simplu și dublu                                         | Wei Sijia 6–1, 7–5                                         | Lee Ya-hsuan                                  | Arianne Hartono Ena Shibahara                      | Sayaka Ishii Cody Wong Aoi Ito Sofia Costoulas                                   |
| 1 aprilie  | Kashiwa, Japonia Hard W50 Simplu și dublu                                         | Ankita Raina Tsao Chia-yi 6–4, 6–4                         | Madeleine Brooks Eudice Chong                 | Arianne Hartono Ena Shibahara                      | Sayaka Ishii Cody Wong Aoi Ito Sofia Costoulas                                   |
| 1 aprilie  | Bujumbura, Burundi Zgură W35 Simplu și dublu                                      | Alice Tubello 6–2, 7–6(7–6), 6–3                           | Ksenia Laskutova                              | Alice Robbe Lian Tran                              | Merel Hoedt Maëlys Bougrat Jasmijn Gimbrère Anna Hertel                          |
| 1 aprilie  | Bujumbura, Burundi Zgură W35 Simplu și dublu                                      | Weronika Falkowska Stéphanie Visscher 6–3, 4–6, [10–5]     | Kamilla Bartone Sada Nahimana                 | Alice Robbe Lian Tran                              | Merel Hoedt Maëlys Bougrat Jasmijn Gimbrère Anna Hertel                          |
| 1 aprilie  | Santa Margherita di Pula, Italia Zgură W35 Simplu și dublu                        | Anastasiya Soboleva 6–1, 6–1                               | Diletta Cherubini                             | Jessica Pieri Tatiana Pieri                        | Deborah Chiesa Çağla Büyükakçay Marie Benoît Aurora Zantedeschi                  |
| 1 aprilie  | Santa Margherita di Pula, Italia Zgură W35 Simplu și dublu                        | Martyna Kubka Sapfo Sakellaridi 6–3, 3–6, [10–6]           | Anastasia Abbagnato Eva Vedder                | Jessica Pieri Tatiana Pieri                        | Deborah Chiesa Çağla Büyükakçay Marie Benoît Aurora Zantedeschi                  |
| 1 aprilie  | Hammamet, Tunisia Zgură W35 Simplu și dublu                                       | Sara Cakarevic 6–3, 6–1                                    | Carson Branstine                              | Margaux Rouvroy Gergana Topalova                   | Ilinca Amariei Silvia Ambrosio Isabella Shinikova Ekaterina Reyngold             |
| 1 aprilie  | Hammamet, Tunisia Zgură W35 Simplu și dublu                                       | Carson Branstine Ekaterina Reyngold 6–3, 6–0               | Émeline Dartron Margaux Rouvroy               | Margaux Rouvroy Gergana Topalova                   | Ilinca Amariei Silvia Ambrosio Isabella Shinikova Ekaterina Reyngold             |
| 1 aprilie  | Jackson, Statele Unite Zgură W35 Simplu și dublu                                  | Katrina Scott 7–6(11–9), 7–6(8–6)                          | Jamie Loeb                                    | Akasha Urhobo Maya Joint                           | Adriana Reami Allura Zamarripa Melany Krywoj Ashton Bowers                       |
| 1 aprilie  | Jackson, Statele Unite Zgură W35 Simplu și dublu                                  | Alicia Herrero Liñana Melany Krywoj 6–3, 2–6, [10–7]       | Victoria Flores Hiroko Kuwata                 | Akasha Urhobo Maya Joint                           | Adriana Reami Allura Zamarripa Melany Krywoj Ashton Bowers                       |
| 1 aprilie  | Sharm El Sheikh, Egipt Hard W15 Simplu și dublu                                   | Fabienne Gettwart 7–5, 6–2                                 | Katarína Kužmová                              | Weronika Ewald Salma Drugdová                      | Elena-Teodora Cadar Daria Frayman Evgeniya Burdina Talia Neilson-Gatenby         |
| 1 aprilie  | Sharm El Sheikh, Egipt Hard W15 Simplu și dublu                                   | Victoria Mikhaylova Anastasiia Poplavska 6–3, 2–6, [14–12] | Weronika Ewald Daria Kuczer                   | Weronika Ewald Salma Drugdová                      | Elena-Teodora Cadar Daria Frayman Evgeniya Burdina Talia Neilson-Gatenby         |
| 1 aprilie  | Telde, Spania Zgură W15 Simplu și dublu                                           | Ariana Geerlings 2–6, 7–5, 7–5                             | Caroline Werner                               | Adrienn Nagy Marcelina Podlińska                   | Paula Arias Manjón Annelin Bakker Maria Toma Tilwith Di Girolami                 |
| 1 aprilie  | Telde, Spania Zgură W15 Simplu și dublu                                           | Tilwith Di Girolami Laïa Petretic 6–4, 6–3                 | Loes Ebeling Koning Marina Markina            | Adrienn Nagy Marcelina Podlińska                   | Paula Arias Manjón Annelin Bakker Maria Toma Tilwith Di Girolami                 |
| 1 aprilie  | Monastir, Tunisia Hard W15 Simplu și dublu                                        | Hina Inoue 6–2, 3–2r                                       | Anastasia Kulikova                            | Jang Ga-eul Mariia Tkacheva                        | Eliessa Vanlangendonck Lara Pfeifer Nina Radovanovic Arabella Koller             |
| 1 aprilie  | Monastir, Tunisia Hard W15 Simplu și dublu                                        | Jang Ga-eul Mariia Tkacheva 7–5, 6–3                       | Tessa Brockmann Ema Kovacevic                 | Jang Ga-eul Mariia Tkacheva                        | Eliessa Vanlangendonck Lara Pfeifer Nina Radovanovic Arabella Koller             |
| 1 aprilie  | Antalia, Turcia Zgură W15 Simplu și dublu                                         | Alexandra Shubladze 6–2, 6–1                               | Chantal Sauvant                               | Daria Egorova Lara Schmidt                         | İlay Yörük Anastasiia Grechkina Katerina Tsygourova Bianca Bulat                 |
| 1 aprilie  | Antalia, Turcia Zgură W15 Simplu și dublu                                         | Nana Kawagishi Anastasia Zolotareva 7–5, 1–6, [10–6]       | Nicole Rivkin Katerina Tsygourova             | Daria Egorova Lara Schmidt                         | İlay Yörük Anastasiia Grechkina Katerina Tsygourova Bianca Bulat                 |
| 8 aprilie  | Zaragoza Open Zaragoza, Spania Zgură W100 Simplu și dublu                         | Moyuka Uchijima 6–1, 6–2                                   | Jéssica Bouzas Maneiro                        | Oksana Selekhmeteva Irene Burillo Escorihuela      | Iryna Shymanovich Carlota Martínez Círez Leyre Romero Gormaz Martina Trevisan    |
| 8 aprilie  | Zaragoza Open Zaragoza, Spania Zgură W100 Simplu și dublu                         | Miriam Kolodziejová Anna Sisková 6–2, 6–3                  | Angelica Moratelli Camilla Rosatello          | Oksana Selekhmeteva Irene Burillo Escorihuela      | Iryna Shymanovich Carlota Martínez Círez Leyre Romero Gormaz Martina Trevisan    |
| 8 aprilie  | Bellinzona Ladies Open Bellinzona, Elveția Zgură W75 Simplu și dublu              | Loïs Boisson 6–3, 2–6, 6–4                                 | Anna Bondár                                   | Kayla Day Chloé Paquet                             | Lesley Pattinama Kerkhove Susan Bandecchi Lucrezia Stefanini Dejana Radanović    |
| 8 aprilie  | Bellinzona Ladies Open Bellinzona, Elveția Zgură W75 Simplu și dublu              | Jesika Malečková Conny Perrin 6–7(4–7), 7–6(9–7), [10–7]   | Carmen Corley Ivana Corley                    | Kayla Day Chloé Paquet                             | Lesley Pattinama Kerkhove Susan Bandecchi Lucrezia Stefanini Dejana Radanović    |
| 8 aprilie  | Shenzhen, China Hard W50 Simplu și dublu                                          | Gao Xinyu 6–4, 6–4                                         | Wei Sijia                                     | Shi Han Valeria Savinykh                           | Wang Meiling Wang Qiang Liu Fangzhou Zheng Wushuang                              |
| 8 aprilie  | Shenzhen, China Hard W50 Simplu și dublu                                          | Cho I-hsuan Cho Yi-tsen 6–3, 6–4                           | Feng Shuo Wang Jiaqi                          | Shi Han Valeria Savinykh                           | Wang Meiling Wang Qiang Liu Fangzhou Zheng Wushuang                              |
| 8 aprilie  | Bujumbura, Burundi Zgură W35 Simplu și dublu                                      | Weronika Falkowska 6–4, 6–1                                | Alice Tubello                                 | Maëlys Bougrat Tiantsoa Sarah Rakotomanga Rajaonah | Alice Robbe Merel Hoedt Sada Nahimana Jasmijn Gimbrère                           |
| 8 aprilie  | Bujumbura, Burundi Zgură W35 Simplu și dublu                                      | Kamilla Bartone Sada Nahimana 4–6, 6–3, [10–7]             | Naïma Karamoko Diāna Marcinkēviča             | Maëlys Bougrat Tiantsoa Sarah Rakotomanga Rajaonah | Alice Robbe Merel Hoedt Sada Nahimana Jasmijn Gimbrère                           |
| 8 aprilie  | Sharm El Sheikh, Egipt Hard W35 Simplu și dublu                                   | Tereza Valentová 7–5, 6–2                                  | Linda Klimovičová                             | Fabienne Gettwart Katarína Kužmová                 | Clara Vlasselaer Weronika Ewald Angelina Wirges Elena-Teodora Cadar              |
| 8 aprilie  | Sharm El Sheikh, Egipt Hard W35 Simplu și dublu                                   | Salma Drugdová Zuzanna Pawlikowska 6–4, 6–2                | Elizaveta Shebekina Daria Zelinskaya          | Fabienne Gettwart Katarína Kužmová                 | Clara Vlasselaer Weronika Ewald Angelina Wirges Elena-Teodora Cadar              |
| 8 aprilie  | Santa Margherita di Pula, Italia Zgură W35 Simplu și dublu                        | Anastasiya Soboleva 7–5, 6–3                               | Lucie Havlíčková                              | Jennifer Ruggeri Victoria Jiménez Kasintseva       | Yvonne Cavallé Reimers Lisa Pigato Laura Hietaranta Georgia Pedone               |
| 8 aprilie  | Santa Margherita di Pula, Italia Zgură W35 Simplu și dublu                        | Yvonne Cavallé Reimers Aurora Zantedeschi 3–6, 6–4, [11–9] | Sapfo Sakellaridi Vasanti Shinde              | Jennifer Ruggeri Victoria Jiménez Kasintseva       | Yvonne Cavallé Reimers Lisa Pigato Laura Hietaranta Georgia Pedone               |
| 8 aprilie  | Osaka, Japonia Hard W35 Simplu și dublu                                           | Sayaka Ishii 6–1, 3–6, 6–3                                 | Stacey Fung                                   | Destanee Aiava Mananchaya Sawangkaew               | Haruka Kaji Hanna Chang Lee Ya-hsuan Aoi Ito                                     |
| 8 aprilie  | Osaka, Japonia Hard W35 Simplu și dublu                                           | Natsuho Arakawa Miho Kuramochi 6–4, 3–6, [10–7]            | Lizette Cabrera Dalayna Hewitt                | Destanee Aiava Mananchaya Sawangkaew               | Haruka Kaji Hanna Chang Lee Ya-hsuan Aoi Ito                                     |
| 8 aprilie  | Hammamet, Tunisia Zgură W35 Simplu și dublu                                       | Katharina Hobgarski 6–2, 1–6, 6–2                          | Sofia Rocchetti                               | Cristina Dinu Emma Léné                            | Ekaterina Reyngold Kaylah McPhee Franziska Sziedat Ilinca Amariei                |
| 8 aprilie  | Hammamet, Tunisia Zgură W35 Simplu și dublu                                       | Emma Léné Yasmine Mansouri 7–6(8–6), 7–6(7–2)              | Gloria Ceschi Giorgia Pinto                   | Cristina Dinu Emma Léné                            | Ekaterina Reyngold Kaylah McPhee Franziska Sziedat Ilinca Amariei                |
| 8 aprilie  | Boca Raton, Statele Unite Zgură W35 Simplu și dublu                               | Liv Hovde 3–6, 6–4, 6–2                                    | Akasha Urhobo                                 | Katrina Scott Maya Joint                           | Ana Sofía Sánchez Ashton Bowers Varvara Lepchenko Hiroko Kuwata                  |
| 8 aprilie  | Boca Raton, Statele Unite Zgură W35 Simplu și dublu                               | Robin Anderson Elysia Bolton 3–6, 6–4, [10–8]              | Rasheeda McAdoo Maribella Zamarripa           | Katrina Scott Maya Joint                           | Ana Sofía Sánchez Ashton Bowers Varvara Lepchenko Hiroko Kuwata                  |
| 8 aprilie  | Telde, Spania Zgură W15 Simplu și dublu                                           | Ariana Geerlings 6–1, 6–1                                  | Leonie Küng                                   | Rinko Matsuda Sarah van Emst                       | Maria Toma Amy Zhu Tilwith Di Girolami Paula Arias Manjón                        |
| 8 aprilie  | Telde, Spania Zgură W15 Simplu și dublu                                           | Ida Johansson Jacquline Nylander Altelius 6–3, 6–2         | Marcelina Podlińska Caroline Werner           | Rinko Matsuda Sarah van Emst                       | Maria Toma Amy Zhu Tilwith Di Girolami Paula Arias Manjón                        |
| 8 aprilie  | Monastir, Tunisia Hard W15 Simplu și dublu                                        | Jenny Lim 6–3, 6–1                                         | Arabella Koller                               | Anja Wildgruber Eliessa Vanlangendonck             | Anastasia Kulikova Mariia Tkacheva Camilla Zanolini Marie Villet                 |
| 8 aprilie  | Monastir, Tunisia Hard W15 Simplu și dublu                                        | Savanna Lý-Nguyễn Michika Ozeki 6–1, 6–1                   | Paris Corley Dasha Ivanova                    | Anja Wildgruber Eliessa Vanlangendonck             | Anastasia Kulikova Mariia Tkacheva Camilla Zanolini Marie Villet                 |
| 8 aprilie  | Antalia, Turcia Zgură W15 Simplu și dublu                                         | Sonja Zhiyenbayeva 7–6(7–4), 6–4                           | İlay Yörük                                    | Karolína Mráziková Denisa Hindová                  | Mavie Österreicher Irina Balus Nicole Rivkin Anastasia Zolotareva                |
| 8 aprilie  | Antalia, Turcia Zgură W15 Simplu și dublu                                         | Linda Ševčíková Karolína Vlčková 6–3, 6–3                  | Anastasia Zolotareva Rada Zolotareva          | Karolína Mráziková Denisa Hindová                  | Mavie Österreicher Irina Balus Nicole Rivkin Anastasia Zolotareva                |
| 15 aprilie | Koper Open Koper, Slovenia Zgură W75 Simplu și dublu                              | Veronika Erjavec 6–4, 6–3                                  | Polona Hercog                                 | Jaimee Fourlis Chloé Paquet                        | Deborah Chiesa Antonia Ružić Pia Lovrič Justina Mikulskytė                       |
| 15 aprilie | Koper Open Koper, Slovenia Zgură W75 Simplu și dublu                              | Veronika Erjavec Dominika Šalková 6–1, 6–3                 | Sapfo Sakellaridi Aurora Zantedeschi          | Jaimee Fourlis Chloé Paquet                        | Deborah Chiesa Antonia Ružić Pia Lovrič Justina Mikulskytė                       |
| 15 aprilie | Axion Open Chiasso, Elveția Zgură W75 Simplu și dublu                             | Julia Riera 6–3, 7–6(7–2)                                  | Anna Bondár                                   | Berfu Cengiz Loïs Boisson                          | Kayla Day Simona Waltert Francesca Curmi Irene Burillo Escorihuela               |
| 15 aprilie | Axion Open Chiasso, Elveția Zgură W75 Simplu și dublu                             | Emily Appleton Lena Papadakis 4–6, 6–4, [10–6]             | Despina Papamichail Simona Waltert            | Berfu Cengiz Loïs Boisson                          | Kayla Day Simona Waltert Francesca Curmi Irene Burillo Escorihuela               |
| 15 aprilie | Shenzhen, China Hard W50 Simplu și dublu                                          | Lanlana Tararudee 6–7(5–7), 6–3, 6–2                       | Ren Yufei                                     | Wang Qiang Li Zongyu                               | Cody Wong Lu Jiajing Liu Fangzhou Yao Xinxin                                     |
| 15 aprilie | Shenzhen, China Hard W50 Simplu și dublu                                          | Arianne Hartono Prarthana Thombare 6–3, 6–2                | Madeleine Brooks Eudice Chong                 | Wang Qiang Li Zongyu                               | Cody Wong Lu Jiajing Liu Fangzhou Yao Xinxin                                     |
| 15 aprilie | Calvi, Franța Hard W50+H Simplu și dublu                                          | Daria Snigur 6–3, 6–2                                      | Valentina Ryser                               | Nigina Abduraimova Mona Barthel                    | Victoria Kan Linda Klimovičová Irina Ramialison Sarah Beth Grey                  |
| 15 aprilie | Calvi, Franța Hard W50+H Simplu și dublu                                          | Urszula Radwańska Valentina Ryser 6–3, 6–2                 | Sarah Beth Grey Amandine Hesse                | Nigina Abduraimova Mona Barthel                    | Victoria Kan Linda Klimovičová Irina Ramialison Sarah Beth Grey                  |
| 15 aprilie | Santa Margherita di Pula, Italia Zgură W35 Simplu și dublu                        | Ayla Aksu Walkover                                         | Lucie Havlíčková                              | Beatrice Ricci Stephanie Wagner                    | Sofia Shapatava Nahia Berecoechea Laura Hietaranta Jennifer Ruggeri              |
| 15 aprilie | Santa Margherita di Pula, Italia Zgură W35 Simplu și dublu                        | Eleni Christofi Lia Karatancheva 6–0, 6–4                  | Eleonora Alvisi Federica Urgesi               | Beatrice Ricci Stephanie Wagner                    | Sofia Shapatava Nahia Berecoechea Laura Hietaranta Jennifer Ruggeri              |
| 15 aprilie | Hammamet, Tunisia Zgură W35 Simplu și dublu                                       | Alison Van Uytvanck 6–4, 6–2                               | Sada Nahimana                                 | Malene Helgø Sofia Rocchetti                       | Antonia Schmidt Gloria Ceschi Emma Léné Weronika Falkowska                       |
| 15 aprilie | Hammamet, Tunisia Zgură W35 Simplu și dublu                                       | Julie Štruplová Ksenia Zaytseva 4–6, 6–4, [10–4]           | María Herazo González Kaylah McPhee           | Malene Helgø Sofia Rocchetti                       | Antonia Schmidt Gloria Ceschi Emma Léné Weronika Falkowska                       |
| 15 aprilie | Shymkent, Kazakhstan Zgură W15 Simplu și dublu                                    | Ksenia Laskutova 6–0, 6–2                                  | Valeriya Yushchenko                           | Anna Ureke Anastasia Sukhotina                     | Irene Lavino Irina Balus Alisa Kummel Gozal Ainitdinova                          |
| 15 aprilie | Shymkent, Kazakhstan Zgură W15 Simplu și dublu                                    | Asylzhan Arystanbekova Sandugash Kenzhibayeva 6–4, 6–4     | Irene Lavino Haine Ogata                      | Anna Ureke Anastasia Sukhotina                     | Irene Lavino Irina Balus Alisa Kummel Gozal Ainitdinova                          |
| 15 aprilie | Kuršumlijska Banja, Serbia Zgură W15 Simplu și dublu                              | Luisa Meyer auf der Heide 6–0, 6–2                         | Anja Stanković                                | Carmen Andreea Herea Eva Maria Ionescu             | Julia Terziyska Madelief Hageman Natalija Senić Ana Grubor                       |
| 15 aprilie | Kuršumlijska Banja, Serbia Zgură W15 Simplu și dublu                              | Bojana Marinković Julia Terziyska 6–3, 1–6, [10–5]         | Rikke de Koning Madelief Hageman              | Carmen Andreea Herea Eva Maria Ionescu             | Julia Terziyska Madelief Hageman Natalija Senić Ana Grubor                       |
| 15 aprilie | Telde, Spania Zgură W15 Simplu și dublu                                           | Gina Feistel 6–3, 2–6, 7–6(7–4)                            | Emily Seibold                                 | Isis Louise van den Broek Joëlle Steur             | Isabelle Cherny Maria Andrienko Adrienn Nagy Caroline Werner                     |
| 15 aprilie | Telde, Spania Zgură W15 Simplu și dublu                                           | Isis Louise van den Broek Sarah van Emst 6–4, 2–6, [10–2]  | Tilwith Di Girolami Laïa Petretic             | Isis Louise van den Broek Joëlle Steur             | Isabelle Cherny Maria Andrienko Adrienn Nagy Caroline Werner                     |
| 15 aprilie | Monastir, Tunisia Hard W15 Simplu și dublu                                        | Hina Inoue 2–6, 7–6(7–2), 6–4                              | Sara Daavettila                               | Milana Zhabrailova Nina Radovanovic                | Marie Villet Lara Pfeifer Shiho Akita Dasha Ivanova                              |
| 15 aprilie | Monastir, Tunisia Hard W15 Simplu și dublu                                        | Mariia Tkacheva Milana Zhabrailova 6–3, 6–1                | Eliessa Vanlangendonck Emily Welker           | Milana Zhabrailova Nina Radovanovic                | Marie Villet Lara Pfeifer Shiho Akita Dasha Ivanova                              |
| 15 aprilie | Antalia, Turcia Zgură W15 Simplu și dublu                                         | Denisa Hindová 6–2, 6–7(3–7), 7–6(7–5)                     | Chantal Sauvant                               | İlay Yörük Radka Zelníčková                        | Bașak Eraydın Defne Çırpanlı Sonja Zhiyenbayeva Linda Ševčíková                  |
| 15 aprilie | Antalia, Turcia Zgură W15 Simplu și dublu                                         | Chantal Sauvant Natalia Siedliska 6–0, 6–0                 | Giuliana Bestetti Beatrice Stagno             | İlay Yörük Radka Zelníčková                        | Bașak Eraydın Defne Çırpanlı Sonja Zhiyenbayeva Linda Ševčíková                  |
| 22 aprilie | Ando Securities Open Tokyo, Japonia Hard W100 Simplu și dublu                     | Maddison Inglis 6–4, 3–6, 6–2                              | Ena Shibahara                                 | Mai Hontama Ma Yexin                               | Emina Bektas Rebecca Marino Moyuka Uchijima Kimberly Birrell                     |
| 22 aprilie | Ando Securities Open Tokyo, Japonia Hard W100 Simplu și dublu                     | Kimberly Birrell Jang Su-jeong 7–5, 3–6, [10–8]            | Aleksandra Krunić Arina Rodionova             | Mai Hontama Ma Yexin                               | Emina Bektas Rebecca Marino Moyuka Uchijima Kimberly Birrell                     |
| 22 aprilie | Oeiras CETO Open Oeiras, Portugalia Zgură W100 Simplu și dublu                    | Jana Fett 6–0, 6–2                                         | Panna Udvardy                                 | Yulia Starodubtseva Polina Kudermetova             | Ella Seidel Irina Bara Camilla Rosatello Carole Monnet                           |
| 22 aprilie | Oeiras CETO Open Oeiras, Portugalia Zgură W100 Simplu și dublu                    | Francisca Jorge Matilde Jorge 6–2, 6–0                     | Yana Sizikova Wu Fang-hsien                   | Yulia Starodubtseva Polina Kudermetova             | Ella Seidel Irina Bara Camilla Rosatello Carole Monnet                           |
| 22 aprilie | Boar's Head Resort Women's Open Statele Unite Zgură W75 Simplu și dublu           | Louisa Chirico 6–1, 7–5                                    | Kayla Day                                     | Lulu Sun Maya Joint                                | Varvara Lepchenko Elvina Kalieva Valentini Grammatikopoulou Hanna Chang          |
| 22 aprilie | Boar's Head Resort Women's Open Statele Unite Zgură W75 Simplu și dublu           | Emily Appleton Quinn Gleason 7–6(7–5), 6–1                 | Maria Kononova Maria Kozyreva                 | Lulu Sun Maya Joint                                | Varvara Lepchenko Elvina Kalieva Valentini Grammatikopoulou Hanna Chang          |
| 22 aprilie | Wuning, China Hard W50 Simplu și dublu                                            | Wang Qiang 1–6, 6–3, 4–3 ret.                              | Lanlana Tararudee                             | You Xiaodi Anastasia Gasanova                      | Alevtina Ibragimova Lu Jiajing Yao Xinxin Zheng Wushuang                         |
| 22 aprilie | Wuning, China Hard W50 Simplu și dublu                                            | Rutuja Bhosale Paige Hourigan 5–7, 7–6(7–5), [12–10]       | Cho I-hsuan Cho Yi-tsen                       | You Xiaodi Anastasia Gasanova                      | Alevtina Ibragimova Lu Jiajing Yao Xinxin Zheng Wushuang                         |
| 22 aprilie | Lopota, Georgia Hard W50 Simplu și dublu                                          | Evialina Laskevich 6–4, 6–1                                | Lina Glushko                                  | Alexandra Shubladze Daria Kudashova                | Anastasia Zolotareva Ekaterina Maklakova Tereza Valentová Hina Inoue             |
| 22 aprilie | Lopota, Georgia Hard W50 Simplu și dublu                                          | Viktória Hrunčáková Tereza Valentová 6–2, 6–1              | Nagi Hanatani Urszula Radwańska               | Alexandra Shubladze Daria Kudashova                | Anastasia Zolotareva Ekaterina Maklakova Tereza Valentová Hina Inoue             |
| 22 aprilie | Mosquera, Columbia Zgură W35 Simplu și dublu                                      | Yuliana Lizarazo 6–1, 6–1                                  | Jazmín Ortenzi                                | Nicole Fossa Huergo Carolina Alves                 | Katarina Kozarov María Portillo Ramírez Ana Paula Neffa de los Ríos Miriana Tona |
| 22 aprilie | Mosquera, Columbia Zgură W35 Simplu și dublu                                      | Jazmín Ortenzi María Portillo Ramírez 6–3, 6–2             | Nicole Fossa Huergo Miriana Tona              | Nicole Fossa Huergo Carolina Alves                 | Katarina Kozarov María Portillo Ramírez Ana Paula Neffa de los Ríos Miriana Tona |
| 22 aprilie | Santa Margherita di Pula, Italia Zgură W35 Simplu și dublu                        | Andrea Lázaro García 7–6(7–4), 6–3                         | Lisa Pigato                                   | Oleksandra Oliynykova Jil Teichmann                | Carolina Kuhl Tatiana Pieri Ela Nala Milić Nastasja Schunk                       |
| 22 aprilie | Santa Margherita di Pula, Italia Zgură W35 Simplu și dublu                        | Martyna Kubka Eva Vedder 7–5, 6–3                          | Eleni Christofi Sapfo Sakellaridi             | Oleksandra Oliynykova Jil Teichmann                | Carolina Kuhl Tatiana Pieri Ela Nala Milić Nastasja Schunk                       |
| 22 aprilie | Hammamet, Tunisia Zgură W35 Simplu și dublu                                       | Nina Vargová 6–3, 2–6, 6–2                                 | Marie Benoît                                  | Julie Štruplová Audrey Albié                       | Alice Ramé Sara Cakarevic Hanne Vandewinkel Isabella Shinikova                   |
| 22 aprilie | Hammamet, Tunisia Zgură W35 Simplu și dublu                                       | Jasmijn Gimbrère Zhibek Kulambayeva 6–4, 7–5               | Kaylah McPhee Ksenia Zaytseva                 | Julie Štruplová Audrey Albié                       | Alice Ramé Sara Cakarevic Hanne Vandewinkel Isabella Shinikova                   |
| 22 aprilie | Nottingham, Regatul Unit Hard W35 Simplu și dublu                                 | Mika Stojsavljevic 7–6(9–7), 6–3                           | Julie Belgraver                               | Tamira Paszek Marie Weckerle                       | Hikaru Sato Jessica Failla Johanne Svendsen Akiko Omae                           |
| 22 aprilie | Nottingham, Regatul Unit Hard W35 Simplu și dublu                                 | Tamira Paszek Valentina Ryser 6–2, 5–7, [10–5]             | Akiko Omae Hikaru Sato                        | Tamira Paszek Marie Weckerle                       | Hikaru Sato Jessica Failla Johanne Svendsen Akiko Omae                           |
| 22 aprilie | Shymkent, Kazakhstan Zgură W15 Simplu și dublu                                    | Valeriya Yushchenko 6–3, 2–6, 6–0                          | Ksenia Laskutova                              | Anna Ureke Irene Lavino                            | Gozal Ainitdinova Haine Ogata Alisa Kummel Shin Ji-ho                            |
| 22 aprilie | Shymkent, Kazakhstan Zgură W15 Simplu și dublu                                    | Anna Ureke Valeriya Yushchenko 6–1, 6–0                    | Dana Baidaulet Varvara Bernovich              | Anna Ureke Irene Lavino                            | Gozal Ainitdinova Haine Ogata Alisa Kummel Shin Ji-ho                            |
| 22 aprilie | Kuršumlijska Banja, Serbia Zgură W15 Simplu și dublu                              | Dimitra Pavlou 4–6, 6–3, 6–1                               | Anja Stanković                                | Natalija Senić Pemra Özgen                         | Lidia Encheva Ingrid Vojčináková Isabella Maria Șerban Ana Giraldi Requena       |
| 22 aprilie | Kuršumlijska Banja, Serbia Zgură W15 Simplu și dublu                              | Karola Patricia Bejenaru Tea Nikčević 7–6(7–5), 6–4        | Zuzanna Kolonus Daria Yesypchuk               | Natalija Senić Pemra Özgen                         | Lidia Encheva Ingrid Vojčináková Isabella Maria Șerban Ana Giraldi Requena       |
| 22 aprilie | Telde, Spania Zgură W15 Simplu și dublu                                           | Renáta Jamrichová 6–3, 6–7(4–7), 6–2                       | María García Cid                              | Maria Andrienko Marie Mettraux                     | June Björk Amy Zhu Son Ha-yoon Stéphanie Visscher                                |
| 22 aprilie | Telde, Spania Zgură W15 Simplu și dublu                                           | Michaela Bayerlová Stéphanie Visscher 6–4, 6–2             | Tilwith Di Girolami Sarah van Emst            | Maria Andrienko Marie Mettraux                     | June Björk Amy Zhu Son Ha-yoon Stéphanie Visscher                                |
| 22 aprilie | Monastir, Tunisia Hard W15 Simplu și dublu                                        | Patricija Paukštytė 7–6(7–4), 6–2                          | Mariia Tkacheva                               | Eliessa Vanlangendonck Anja Wildgruber             | Back Da-yeon Lee Gyeong-seo Ahn Yu-jin Hiromi Abe                                |
| 22 aprilie | Monastir, Tunisia Hard W15 Simplu și dublu                                        | Paris Corley Dasha Ivanova 7–6(9–7), 6–2                   | Patricija Paukštytė Zuzanna Pawlikowska       | Eliessa Vanlangendonck Anja Wildgruber             | Back Da-yeon Lee Gyeong-seo Ahn Yu-jin Hiromi Abe                                |
| 22 aprilie | Antalia, Turcia Zgură W15 Simplu și dublu                                         | Laura Hietaranta 6–1, 6–1                                  | Rositsa Dencheva                              | Chantal Sauvant Bașak Eraydın                      | Julia Stamatova Ella Haavisto Radka Zelníčková Nana Kawagishi                    |
| 22 aprilie | Antalia, Turcia Zgură W15 Simplu și dublu                                         | Natalia Siedliska Radka Zelníčková 6–2, 6–2                | Aya El Aouni Alina Granwehr                   | Chantal Sauvant Bașak Eraydın                      | Julia Stamatova Ella Haavisto Radka Zelníčková Nana Kawagishi                    |
| 29 aprilie | Wiesbaden Tennis Open Wiesbaden, Germania Zgură W100 Simplu și dublu              | Julia Riera 3-6, 6-3, 6-2                                  | Jule Niemeier                                 | Darja Semeņistaja Irina-Camelia Begu               | Leyre Romero Gormaz Veronika Erjavec Tereza Martincová Katarina Zavatska         |
| 29 aprilie | Wiesbaden Tennis Open Wiesbaden, Germania Zgură W100 Simplu și dublu              | Samantha Murray Sharan Laura Pigossi 7–5, 6–2              | Himeno Sakatsume Anita Wagner                 | Darja Semeņistaja Irina-Camelia Begu               | Leyre Romero Gormaz Veronika Erjavec Tereza Martincová Katarina Zavatska         |
| 29 aprilie | Kangaroo Cup Gifu, Japonia Hard W100 Simplu și dublu                              | Moyuka Uchijima 6–3, 6–3                                   | Arina Rodionova                               | Mai Hontama Arianne Hartono                        | Jang Su-jeong Lee Ya-hsuan Eri Shimizu Sara Saito                                |
| 29 aprilie | Kangaroo Cup Gifu, Japonia Hard W100 Simplu și dublu                              | Liang En-shuo Tang Qianhui 6–0, 6–3                        | Kimberly Birrell Rebecca Marino               | Mai Hontama Arianne Hartono                        | Jang Su-jeong Lee Ya-hsuan Eri Shimizu Sara Saito                                |
| 29 aprilie | FineMark Women's Pro Tennis Championship Statele Unite Zgură W100 Simplu și dublu | Lulu Sun 6-1, 6-3                                          | Maya Joint                                    | Kathinka von Deichmann Ann Li                      | Iva Jovic Tímea Babos Louisa Chirico Akasha Urhobo                               |
| 29 aprilie | FineMark Women's Pro Tennis Championship Statele Unite Zgură W100 Simplu și dublu | Fanny Stollár Lulu Sun 6–4, 7–5                            | Valentini Grammatikopoulou Valeriya Strakhova | Kathinka von Deichmann Ann Li                      | Iva Jovic Tímea Babos Louisa Chirico Akasha Urhobo                               |
| 29 aprilie | Lopota, Georgia Hard W50 Simplu și dublu                                          | Daria Snigur 6–1, 6–1                                      | Kira Pavlova                                  | Anastasia Zolotareva Ekaterine Gorgodze            | Catherine Harrison Urszula Radwańska Lina Glushko Maria Kalyakina                |
| 29 aprilie | Lopota, Georgia Hard W50 Simplu și dublu                                          | Elysia Bolton Catherine Harrison 6–4, 6–2                  | Anastasia Zolotareva Rada Zolotareva          | Anastasia Zolotareva Ekaterine Gorgodze            | Catherine Harrison Urszula Radwańska Lina Glushko Maria Kalyakina                |
| 29 aprilie | Anapoima, Columbia Zgură W35 Simplu și dublu                                      | Daria Lodikova 6–4, 4–6, 6–4                               | Carolina Alves                                | Alice Tubello Miriana Tona                         | Ana Paula Neffa de los Ríos Julieta Lara Estable Yuliana Monroy Cadence Brace    |
| 29 aprilie | Anapoima, Columbia Zgură W35 Simplu și dublu                                      | Jazmín Ortenzi María Portillo Ramírez 6–4, 6–3             | Nicole Fossa Huergo Miriana Tona              | Alice Tubello Miriana Tona                         | Ana Paula Neffa de los Ríos Julieta Lara Estable Yuliana Monroy Cadence Brace    |
| 29 aprilie | Santa Margherita di Pula, Italia Zgură W35 Simplu și dublu                        | Jil Teichmann 6–3, 6–4                                     | Andrea Lázaro García                          | Nuria Brancaccio Eva Vedder                        | Carolina Kuhl Katerina Tsygourova Natália Szabanin Laura Hietaranta              |
| 29 aprilie | Santa Margherita di Pula, Italia Zgură W35 Simplu și dublu                        | Andrea Gámiz Eva Vedder 2–6, 6–2, [10–4]                   | Laura Hietaranta Sapfo Sakellaridi            | Nuria Brancaccio Eva Vedder                        | Carolina Kuhl Katerina Tsygourova Natália Szabanin Laura Hietaranta              |
| 29 aprilie | Yecla, Spania Hard W35 Simplu și dublu                                            | Amandine Hesse 6–4, 3–6, 6–4                               | Tamara Kostic                                 | Valentina Ryser Lara Pfeifer                       | Noelia Bouzó Zanotti Jessica Failla Lucía Cortez Llorca Sebastianna Scilipoti    |
| 29 aprilie | Yecla, Spania Hard W35 Simplu și dublu                                            | Adrienn Nagy Joëlle Steur 6–3, 6–4                         | Jessica Failla Anastasia Iamachkine           | Valentina Ryser Lara Pfeifer                       | Noelia Bouzó Zanotti Jessica Failla Lucía Cortez Llorca Sebastianna Scilipoti    |
| 29 aprilie | Hammamet, Tunisia Zgură W35 Simplu și dublu                                       | Hanne Vandewinkel 6–1, 6–1                                 | Ikumi Yamazaki                                | Zhibek Kulambayeva Marie Benoît                    | Isabella Shinikova Diana Demidova Audrey Albié María Herazo González             |
| 29 aprilie | Hammamet, Tunisia Zgură W35 Simplu și dublu                                       | Kaitlin Quevedo Ikumi Yamazaki 6–3, 7–6(7–5)               | María Herazo González Yasmine Mansouri        | Zhibek Kulambayeva Marie Benoît                    | Isabella Shinikova Diana Demidova Audrey Albié María Herazo González             |
| 29 aprilie | Nottingham, Regatul Unit Hard W35 Simplu și dublu                                 | Sonay Kartal 6–1, 6–4                                      | Klaudija Bubelytė                             | Hikaru Sato Tamira Paszek                          | Naiktha Bains Lucie Nguyen Tan Arlinda Rushiti Amandine Monnot                   |
| 29 aprilie | Nottingham, Regatul Unit Hard W35 Simplu și dublu                                 | Holly Hutchinson Ella McDonald 7–6(7–4), 7–6(7–5)          | Ali Collins Lauryn John-Baptiste              | Hikaru Sato Tamira Paszek                          | Naiktha Bains Lucie Nguyen Tan Arlinda Rushiti Amandine Monnot                   |
| 29 aprilie | Boca Raton, Statele Unite Zgură W35 Simplu și dublu                               | Kajsa Rinaldo Persson 7-5, 7-6(10-8)                       | Mayu Crossley                                 | Allie Kiick Alexandra Bozovic                      | Angella Okutoyi Christasha McNeil Rasheeda McAdoo Kayla Cross                    |
| 29 aprilie | Boca Raton, Statele Unite Zgură W35 Simplu și dublu                               | Maria Kononova Rasheeda McAdoo 2–6, 6–4, [10–5]            | Alicia Herrero Liñana Melany Krywoj           | Allie Kiick Alexandra Bozovic                      | Angella Okutoyi Christasha McNeil Rasheeda McAdoo Kayla Cross                    |
| 29 aprilie | Osijek, Croația Zgură W15 Simplu și dublu                                         | Amarissa Kiara Tóth 6–2, 6–1                               | Denisa Hindová                                | Luisa Meyer auf der Heide Luna Vujović             | Denise Hrdinková Ivana Šebestová Dunja Marić Karolína Vlčková                    |
| 29 aprilie | Osijek, Croația Zgură W15 Simplu și dublu                                         | Salma Drugdová Ivana Šebestová 6–0, 6–2                    | Ria Derniković Luna Ivković                   | Luisa Meyer auf der Heide Luna Vujović             | Denise Hrdinková Ivana Šebestová Dunja Marić Karolína Vlčková                    |
| 29 aprilie | Kuršumlijska Banja, Serbia Zgură W15 Simplu și dublu                              | Carmen Andreea Herea 7–6(8–6), 4–6, 6–4                    | Wakana Sonobe                                 | Madelief Hageman Suana Tucaković                   | Dimitra Pavlou Živa Falkner Anja Stanković Mila Mašić                            |
| 29 aprilie | Kuršumlijska Banja, Serbia Zgură W15 Simplu și dublu                              | Anastasija Cvetković Anja Stanković 6-3, 7-5               | Carmen Andreea Herea / Daria Yesypchuk        | Madelief Hageman Suana Tucaković                   | Dimitra Pavlou Živa Falkner Anja Stanković Mila Mašić                            |
| 29 aprilie | Varberg, Suedia Zgură W15 Simplu și dublu                                         | Caijsa Hennemann 6–0, 6–1                                  | Elena Malõgina                                | Naïma Karamoko Sina Herrmann                       | Linea Bajraliu Jacquline Nylander Altelius Merel Hoedt Marcelina Podlińska       |
| 29 aprilie | Varberg, Suedia Zgură W15 Simplu și dublu                                         | Sina Herrmann Marcelina Podlińska 6–4, 6–1                 | Ida Johansson Jacquline Nylander Altelius     | Naïma Karamoko Sina Herrmann                       | Linea Bajraliu Jacquline Nylander Altelius Merel Hoedt Marcelina Podlińska       |
| 29 aprilie | Monastir, Tunisia Hard W15 Simplu și dublu                                        | Mariia Tkacheva 6–4, 6–3                                   | Back Da-yeon                                  | Priska Madelyn Nugroho Vaishnavi Adkar             | Marie Villet Lee Gyeong-seo Zou Ruirui Hiromi Abe                                |
| 29 aprilie | Monastir, Tunisia Hard W15 Simplu și dublu                                        | Hiromi Abe Natsuho Arakawa 3–6, 7–6(7–3), [10–3]           | Aitiyaguli Aixirefu Xiao Zhenghua             | Priska Madelyn Nugroho Vaishnavi Adkar             | Marie Villet Lee Gyeong-seo Zou Ruirui Hiromi Abe                                |
| 29 aprilie | Antalia, Turcia Zgură W15 Simplu și dublu                                         | Aya El Aouni 2–6, 7–6(7–5), 6–3                            | Valeriya Yushchenko                           | Alina Granwehr Alena Kovačková                     | İlay Yörük Daria Egorova Rinon Okuwaki Bașak Eraydın                             |
| 29 aprilie | Antalia, Turcia Zgură W15 Simplu și dublu                                         | Laura Böhner Doğa Türkmen 7–5, 6–7(4–7), [10–7]            | Anri Nagata Rinon Okuwaki                     | Alina Granwehr Alena Kovačková                     | İlay Yörük Daria Egorova Rinon Okuwaki Bașak Eraydın                             |

### Mai
| Săptămâna | Turneu                                                                           | Campioni                                                              | Finaliști                                   | Semifinaliști                               | Sfert-finaliști                                                                        |
| --------- | -------------------------------------------------------------------------------- | --------------------------------------------------------------------- | ------------------------------------------- | ------------------------------------------- | -------------------------------------------------------------------------------------- |
| 6 mai     | Jin'an Open Lu'an, China Hard W75 Simplu și dublu                                | Wang Meiling 7–5, 6–2                                                 | Yao Xinxin                                  | Peangtarn Plipuech Lu Jiajing               | Wang Qiang Viktória Morvayová Wang Jiaqi Lanlana Tararudee                             |
| 6 mai     | Jin'an Open Lu'an, China Hard W75 Simplu și dublu                                | Tang Qianhui Zheng Wushuang 6–1, 6–2                                  | Luksika Kumkhum Peangtarn Plipuech          | Peangtarn Plipuech Lu Jiajing               | Wang Qiang Viktória Morvayová Wang Jiaqi Lanlana Tararudee                             |
| 6 mai     | Advantage Cars Prague Open Praga, Republica Cehă Zgură W75 Simplu și dublu       | Dominika Šalková 6–3, 6–0                                             | Maja Chwalińska                             | Jesika Malečková İpek Öz                    | Leyre Romero Gormaz Kateryna Baindl Marina Stakusic Stephanie Wagner                   |
| 6 mai     | Advantage Cars Prague Open Praga, Republica Cehă Zgură W75 Simplu și dublu       | Jaimee Fourlis Dominika Šalková 5–7, 7–5, [10–4]                      | Noma Noha Akugue Ella Seidel                | Jesika Malečková İpek Öz                    | Leyre Romero Gormaz Kateryna Baindl Marina Stakusic Stephanie Wagner                   |
| 6 mai     | Open Saint-Gaudens Occitanie Saint-Gaudens, Franța Zgură W75+H Simplu și dublu   | Claire Liu 6–1, 6–7(3–7), 6–0                                         | Séléna Janicijevic                          | Jessika Ponchet Elsa Jacquemot              | Émeline Dartron Jenny Lim Olivia Gadecki Ekaterina Makarova                            |
| 6 mai     | Open Saint-Gaudens Occitanie Saint-Gaudens, Franța Zgură W75+H Simplu și dublu   | Émeline Dartron Tiantsoa Sarah Rakotomanga Rajaonah 6–3, 1–6, [12–10] | Estelle Cascino Carole Monnet               | Jessika Ponchet Elsa Jacquemot              | Émeline Dartron Jenny Lim Olivia Gadecki Ekaterina Makarova                            |
| 6 mai     | Fukuoka International Women's Cup Fukuoka, Japonia Covor W75 Simplu și dublu     | Kimberly Birrell 6–2, 6–4                                             | Emina Bektas                                | Ayano Shimizu Jang Su-jeong                 | Arina Rodionova Aoi Ito Ma Yexin Carol Zhao                                            |
| 6 mai     | Fukuoka International Women's Cup Fukuoka, Japonia Covor W75 Simplu și dublu     | Rutuja Bhosale Paige Hourigan 3–6, 6–3, [10–6]                        | Haruna Arakawa Aoi Ito                      | Ayano Shimizu Jang Su-jeong                 | Arina Rodionova Aoi Ito Ma Yexin Carol Zhao                                            |
| 6 mai     | Empire Slovak Open Trnava, Slovacia Zgură W75 Simplu și dublu                    | Moyuka Uchijima 7–6(7–3), 6–3                                         | Mona Barthel                                | Veronika Erjavec Julie Štruplová            | Lina Gjorcheska Renáta Jamrichová Tamara Zidanšek Anastasiya Soboleva                  |
| 6 mai     | Empire Slovak Open Trnava, Slovacia Zgură W75 Simplu și dublu                    | Veronika Erjavec Tamara Zidanšek 6–4, 6–4                             | Dalila Jakupović Sabrina Santamaria         | Veronika Erjavec Julie Štruplová            | Lina Gjorcheska Renáta Jamrichová Tamara Zidanšek Anastasiya Soboleva                  |
| 6 mai     | Florida's Sports Coast Open Zephyrhills, Statele Unite Zgură W75 Simplu și dublu | Akasha Urhobo 6–3, 6–1                                                | Iva Jovic                                   | Kayla Day Hanna Chang                       | Eugenie Bouchard Tímea Babos Ann Li Maria Mateas                                       |
| 6 mai     | Florida's Sports Coast Open Zephyrhills, Statele Unite Zgură W75 Simplu și dublu | Justina Mikulskytė Christina Rosca 6–4, 6–4                           | Anna Rogers Alana Smith                     | Kayla Day Hanna Chang                       | Eugenie Bouchard Tímea Babos Ann Li Maria Mateas                                       |
| 6 mai     | Sopó, Columbia Zgură W35 Simplu și dublu                                         | Alice Tubello 6–4, 6–2                                                | Jazmín Ortenzi                              | María Portillo Ramírez Miriana Tona         | Katarina Kozarov Nicole Fossa Huergo Yuliana Lizarazo Ana Paula Neffa de los Ríos      |
| 6 mai     | Sopó, Columbia Zgură W35 Simplu și dublu                                         | María Portillo Ramírez Noelia Zeballos 6–4, 6–4                       | Yuliana Lizarazo Rebeca Pereira             | María Portillo Ramírez Miriana Tona         | Katarina Kozarov Nicole Fossa Huergo Yuliana Lizarazo Ana Paula Neffa de los Ríos      |
| 6 mai     | Platja d'Aro, Spania Zgură W35 Simplu și dublu                                   | Audrey Albié 2–6, 6–4, 7–5                                            | Caroline Werner                             | Nahia Berecoechea Ruth Roura Llaverias      | Charo Esquiva Bañuls Tamira Paszek Ana Sofía Sánchez Mina Hodzic                       |
| 6 mai     | Platja d'Aro, Spania Zgură W35 Simplu și dublu                                   | Eleni Christofi Daniela Vismane 6–4, 6–2                              | Matilde Jorge Diāna Marcinkēviča            | Nahia Berecoechea Ruth Roura Llaverias      | Charo Esquiva Bañuls Tamira Paszek Ana Sofía Sánchez Mina Hodzic                       |
| 6 mai     | Båstad, Suedia Zgură W35 Simplu și dublu                                         | Berfu Cengiz 6–4, 6–2                                                 | Gergana Topalova                            | Nellie Taraba Wallberg Irina Fetecău        | Antonia Schmidt Sandra Samir Caijsa Hennemann Madison Sieg                             |
| 6 mai     | Båstad, Suedia Zgură W35 Simplu și dublu                                         | Linea Bajraliu Bella Bergkvist Larsson 4–6, 6–2, [10–2]               | Jacqueline Cabaj Awad Caijsa Hennemann      | Nellie Taraba Wallberg Irina Fetecău        | Antonia Schmidt Sandra Samir Caijsa Hennemann Madison Sieg                             |
| 6 mai     | București, România Zgură W15 Simplu și dublu                                     | Lavinia Tănăsie 6–2, 2–6, 6–1                                         | Karola Patricia Bejenaru                    | Ioana Zvonaru Anamaria Federica Oana        | Maria Sara Popa Georgia Crăciun Oana Georgeta Simion Jessica Bertoldo                  |
| 6 mai     | București, România Zgură W15 Simplu și dublu                                     | Naïma Karamoko Stéphanie Visscher 6–4, 6–1                            | Iulia Andreea Ionescu Ștefana Lazăr         | Ioana Zvonaru Anamaria Federica Oana        | Maria Sara Popa Georgia Crăciun Oana Georgeta Simion Jessica Bertoldo                  |
| 6 mai     | Kuršumlijska Banja, Serbia Zgură W15 Simplu și dublu                             | Anja Stanković 6–3, 6–0                                               | Daria Kuczer                                | Teodora Kostović Mila Mašić                 | Natalija Senić Vicky Van de Peer Ni Ma Zhuoma Jenny Dürst                              |
| 6 mai     | Kuršumlijska Banja, Serbia Zgură W15 Simplu și dublu                             | Jenny Dürst Daria Kuczer 6–3, 6–1                                     | Tea Lukic Natalija Senić                    | Teodora Kostović Mila Mašić                 | Natalija Senić Vicky Van de Peer Ni Ma Zhuoma Jenny Dürst                              |
| 6 mai     | Nova Gorica, Slovenia Zgură W15 Simplu și dublu                                  | Gabriela Cé 7–6(7–4), 7–5                                             | Veronika Podrez                             | Enola Chiesa Kali Šupová                    | Giorgia Pinto Claudia Gasparovic Gloriana Nahum Chiara Girelli                         |
| 6 mai     | Nova Gorica, Slovenia Zgură W15 Simplu și dublu                                  | Hayu Kinoshita Tea Nikčević 6–4, 6–7(1–7), [10–7]                     | Margarita Ignatjeva Karolína Vlčková        | Enola Chiesa Kali Šupová                    | Giorgia Pinto Claudia Gasparovic Gloriana Nahum Chiara Girelli                         |
| 6 mai     | Monastir, Tunisia Hard W15 Simplu și dublu                                       | Back Da-yeon 6–3, 6–0                                                 | Katarína Kužmová                            | Zhang Ying Merna Refaat                     | Diana Demidova Priska Madelyn Nugroho Lee Eun-ji María Herazo González                 |
| 6 mai     | Monastir, Tunisia Hard W15 Simplu și dublu                                       | Back Da-yeon María Herazo González 6–4, 6–4                           | Natsuho Arakawa Zhang Ying                  | Zhang Ying Merna Refaat                     | Diana Demidova Priska Madelyn Nugroho Lee Eun-ji María Herazo González                 |
| 6 mai     | Antalia, Turcia Zgură W15 Simplu și dublu                                        | Aya El Aouni 6–2, 2–0, ret.                                           | Valeriya Yushchenko                         | Anika Jašková Sandugash Kenzhibayeva        | İlay Yörük Verena Meliss Claudia Hoste Ferrer Natalia Siedliska                        |
| 6 mai     | Antalia, Turcia Zgură W15 Simplu și dublu                                        | Dia Evtimova Verena Meliss 6–4, 7–6(7–2)                              | Aya El Aouni Francesca Pace                 | Anika Jašková Sandugash Kenzhibayeva        | İlay Yörük Verena Meliss Claudia Hoste Ferrer Natalia Siedliska                        |
| 13 mai    | Open Villa de Madrid Madrid, Spania Zgură W100 Simplu și dublu                   | Moyuka Uchijima 5–7, 6–4, 7–5                                         | Leyre Romero Gormaz                         | Rebeka Masarova Victoria Jiménez Kasintseva | Jéssica Bouzas Maneiro Anna Bondár Anca Todoni Oksana Selekhmeteva                     |
| 13 mai    | Open Villa de Madrid Madrid, Spania Zgură W100 Simplu și dublu                   | Destanee Aiava Eleni Christofi 6–3, 2–6, [10–5]                       | Andrea Gámiz Eva Vedder                     | Rebeka Masarova Victoria Jiménez Kasintseva | Jéssica Bouzas Maneiro Anna Bondár Anca Todoni Oksana Selekhmeteva                     |
| 13 mai    | Zagreb Ladies Open Zagreb, Croația Zgură W75 Simplu și dublu                     | Tara Würth 7–5, 6–3                                                   | Lola Radivojević                            | Jil Teichmann Gergana Topalova              | Iva Primorac Zhibek Kulambayeva Léolia Jeanjean Martina Capurro Taborda                |
| 13 mai    | Zagreb Ladies Open Zagreb, Croația Zgură W75 Simplu și dublu                     | Céline Naef Laura Pigossi 4–6, 6–1, [10–8]                            | Emily Appleton Prarthana Thombare           | Jil Teichmann Gergana Topalova              | Iva Primorac Zhibek Kulambayeva Léolia Jeanjean Martina Capurro Taborda                |
| 13 mai    | Kurume Cup Kurume, Japonia Covor W75 Simplu și dublu                             | Emina Bektas 7–6(7–1), 3–6, 6–3                                       | Arina Rodionova                             | Mei Yamaguchi Mananchaya Sawangkaew         | Jang Su-jeong Carol Zhao Miho Kuramochi Rutuja Bhosale                                 |
| 13 mai    | Kurume Cup Kurume, Japonia Covor W75 Simplu și dublu                             | Madeleine Brooks Sarah Beth Grey 6–4, 6–0                             | Momoko Kobori Ayano Shimizu                 | Mei Yamaguchi Mananchaya Sawangkaew         | Jang Su-jeong Carol Zhao Miho Kuramochi Rutuja Bhosale                                 |
| 13 mai    | Kunming Open Anning, China Zgură W50 Simplu și dublu                             | Shi Han 6–4, 6–3                                                      | Li Zongyu                                   | Park So-hyun Lu Jiajing                     | Ren Yufei Wang Jiaqi Wang Meiling Viktória Morvayová                                   |
| 13 mai    | Kunming Open Anning, China Zgură W50 Simplu și dublu                             | Haley Giavara Li Yu-yun 6–3, 6–1                                      | Feng Shuo Park So-hyun                      | Park So-hyun Lu Jiajing                     | Ren Yufei Wang Jiaqi Wang Meiling Viktória Morvayová                                   |
| 13 mai    | Villach, Austria Zgură W35 Simplu și dublu                                       | Tatiana Pieri 6–4, 7–5                                                | Valeriya Strakhova                          | Ena Shibahara Tamara Kostic                 | Dalila Jakupović Nika Radišić Paula Ormaechea Tina Nadine Smith                        |
| 13 mai    | Villach, Austria Zgură W35 Simplu și dublu                                       | Aneta Kučmová Nika Radišić 6–1, 6–4                                   | Karolína Kubáňová Renata Voráčová           | Ena Shibahara Tamara Kostic                 | Dalila Jakupović Nika Radišić Paula Ormaechea Tina Nadine Smith                        |
| 13 mai    | Torneo Conchita Martínez Monzón, Spania Zgură W35 Simplu și dublu                | Sonay Kartal 6–1, 6–0                                                 | Linda Klimovičová                           | Elena Micic Mana Kawamura                   | Mia Ristić Tamira Paszek Anastasia Kulikova Victoria Rodriguez                         |
| 13 mai    | Torneo Conchita Martínez Monzón, Spania Zgură W35 Simplu și dublu                | Ana Candiotto Tiphanie Lemaître 2–6, 6–0, [10–5]                      | Tamira Paszek Valentina Ryser               | Elena Micic Mana Kawamura                   | Mia Ristić Tamira Paszek Anastasia Kulikova Victoria Rodriguez                         |
| 13 mai    | Bethany Beach, Statele Unite Zgură W35 Simplu și dublu                           | Kajsa Rinaldo Persson 4–6, 6–3, 6–2                                   | Akasha Urhobo                               | Maria Mateas Kayla Cross                    | Jaeda Daniel Kira Matushkina Melany Krywoj Angella Okutoyi                             |
| 13 mai    | Bethany Beach, Statele Unite Zgură W35 Simplu și dublu                           | Kayla Cross Jaeda Daniel 7–6(7–3), 7–6(7–2)                           | Ashton Bowers Mia Yamakita                  | Maria Mateas Kayla Cross                    | Jaeda Daniel Kira Matushkina Melany Krywoj Angella Okutoyi                             |
| 13 mai    | Toyama, Japonia Hard W15 Simplu și dublu                                         | Kayo Nishimura 6–4, 7–5                                               | Wu Ho-Ching                                 | Kim Yu-jin Funa Kozaki                      | Shiho Akita Hiromi Abe Michika Ozeki Yui Ohwaki                                        |
| 13 mai    | Toyama, Japonia Hard W15 Simplu și dublu                                         | Hiromi Abe Anri Nagata 6–2, 6–3                                       | Rinko Matsuda Sera Nishimoto                | Kim Yu-jin Funa Kozaki                      | Shiho Akita Hiromi Abe Michika Ozeki Yui Ohwaki                                        |
| 13 mai    | Kuršumlijska Banja, Serbia Zgură W15 Simplu și dublu                             | Ariana Geerlings 7–6(7–2), 6–7(2–7), 6–4                              | Anja Stanković                              | Ekaterina Kazionova Natalija Senić          | Michaela Laki Vicky Van De Peer Alexandra Vasilyeva Virginia Ferrara                   |
| 13 mai    | Kuršumlijska Banja, Serbia Zgură W15 Simplu și dublu                             | Natalija Senić Nina Stojanović 7–5, 7–5                               | Daria Kuczer Vicky Van De Peer              | Ekaterina Kazionova Natalija Senić          | Michaela Laki Vicky Van De Peer Alexandra Vasilyeva Virginia Ferrara                   |
| 13 mai    | Kranjska Gora, Slovenia Zgură W15 Simplu și dublu                                | Laura Samson 6–1, 6–4                                                 | Oana Gavrilă                                | Denisa Hindová Laura Svatíková              | Maria Viviani Nina Vargová Luna Vujović Mayu Crossley                                  |
| 13 mai    | Kranjska Gora, Slovenia Zgură W15 Simplu și dublu                                | Ivana Šebestová Linda Ševčíková 6–0, 2–6, [10–3]                      | Anastasia Kovaleva Emily Welker             | Denisa Hindová Laura Svatíková              | Maria Viviani Nina Vargová Luna Vujović Mayu Crossley                                  |
| 13 mai    | Monastir, Tunisia Hard W15 Simplu și dublu                                       | Ekaterina Khayrutdinova 6–4, 6–3                                      | Merna Refaat                                | Katarína Kužmová Lamis Alhussein Abdel Aziz | Hou Yanan Ella McDonald Camilla Zanolini Luiza Fullana                                 |
| 13 mai    | Monastir, Tunisia Hard W15 Simplu și dublu                                       | Ella McDonald Talia Neilson Gatenby 6–4, 6–2                          | Xu Jiayu Zhang Ying                         | Katarína Kužmová Lamis Alhussein Abdel Aziz | Hou Yanan Ella McDonald Camilla Zanolini Luiza Fullana                                 |
| 13 mai    | Antalia, Turcia Zgură W15 Simplu și dublu                                        | Duru Söke 3–6, 6–4, 6–2                                               | Federica Urgesi                             | Verena Meliss Rinon Okuwaki                 | Francesca Pace Valeriya Yushchenko Felitsata Dorofeeva-Rybas Dia Evtimova              |
| 13 mai    | Antalia, Turcia Zgură W15 Simplu și dublu                                        | Ekaterina Agureeva Felitsata Dorofeeva-Rybas 7–6(7–5), 6–3            | Evgeniya Burdina Anastasiia Grechkina       | Verena Meliss Rinon Okuwaki                 | Francesca Pace Valeriya Yushchenko Felitsata Dorofeeva-Rybas Dia Evtimova              |
| 20 mai    | Città di Grado Tennis Cup Grado, Italia Zgură W75 Simplu și dublu                | Francesca Jones 6–1, 7–5                                              | Kathinka Von Deichmann                      | Anastasiya Soboleva Elena Pridankina        | Louisa Chirico Lina Glushko Aurora Zantedeschi Beatrice Ricci                          |
| 20 mai    | Città di Grado Tennis Cup Grado, Italia Zgură W75 Simplu și dublu                | Jessie Aney Lena Papadakis 6–4, 7–5                                   | Yvonne Cavalle-Reimers Aurora Zantedeschi   | Anastasiya Soboleva Elena Pridankina        | Louisa Chirico Lina Glushko Aurora Zantedeschi Beatrice Ricci                          |
| 20 mai    | Otočec, Slovenia Zgură W50 Simplu și dublu                                       | Anouk Koevermans 1–6, 6–4, 7–5                                        | Victoria Jiménez Kasintseva                 | Jenny Dürst Victoria Mboko                  | Maya Joint Gergana Topalova Gina Feistel Ángela Fita Boluda                            |
| 20 mai    | Otočec, Slovenia Zgură W50 Simplu și dublu                                       | Ekaterine Gorgodze Valeriya Strakhova 3–6, 6–4, [10–5]                | Maya Joint Rasheeda McAdoo                  | Jenny Dürst Victoria Mboko                  | Maya Joint Gergana Topalova Gina Feistel Ángela Fita Boluda                            |
| 20 mai    | Goyang, Coreea de Sud Hard W50 Simplu și dublu                                   | Hanna Chang 7–6(7–2), 6–4                                             | Aoi Ito                                     | Naho Sato Haruka Kaji                       | Kyōka Okamura Liang En-shuo Hina Inoue Maddison Inglis                                 |
| 20 mai    | Goyang, Coreea de Sud Hard W50 Simplu și dublu                                   | Eudice Chong Liang En-shuo 7–5, 6–4                                   | Luksika Kumkhum Peangtarn Plipuech          | Naho Sato Haruka Kaji                       | Kyōka Okamura Liang En-shuo Hina Inoue Maddison Inglis                                 |
| 20 mai    | Annenheim, Austria Zgură W35 Simplu și dublu                                     | Marie Benoît 7–5, 3–6, 7–5                                            | Tereza Valentová                            | Sofia Costoulas Amarissa Kiara Tóth         | Nika Radišić Manca Pislak Lauryn John-Baptiste Laura Hietaranta                        |
| 20 mai    | Annenheim, Austria Zgură W35 Simplu și dublu                                     | Laura Hietaranta Elena Malõgina 3–6, 6–3, [10–6]                      | Nika Radišić Daniela Vismane                | Sofia Costoulas Amarissa Kiara Tóth         | Nika Radišić Manca Pislak Lauryn John-Baptiste Laura Hietaranta                        |
| 20 mai    | Santo Domingo, Republica Dominicană Hard W35 Simplu și dublu                     | Victoria Hu 5–7, 6–3, 6–1                                             | Noelia Zeballos                             | Hiroko Kuwata Elysia Bolton                 | Mell Reasco Gonzalez Catherine Harrison Clara Vlasselaer Lea Ma                        |
| 20 mai    | Santo Domingo, Republica Dominicană Hard W35 Simplu și dublu                     | Alexandra Bozovic Cody Wong 6–7(5–7), 7–5, [11–9]                     | Jéssica Hinojosa Gómez Mell Reasco Gonzalez | Hiroko Kuwata Elysia Bolton                 | Mell Reasco Gonzalez Catherine Harrison Clara Vlasselaer Lea Ma                        |
| 20 mai    | Kuršumlijska Banja, Serbia Zgură W35 Simplu și dublu                             | Lola Radivojević 6–3, 6–4                                             | Sara Cakarevic                              | Natalija Senić Daria Kuczer                 | Nina Stojanović Michaela Bayerlová Andreea Prisăcariu Karola Bejenaru                  |
| 20 mai    | Kuršumlijska Banja, Serbia Zgură W35 Simplu și dublu                             | Ksenia Laskutova Radka Zelníčková 5–7, 7–6(7–3), [11–9]               | Michaela Bayerlová Lia Karatancheva         | Natalija Senić Daria Kuczer                 | Nina Stojanović Michaela Bayerlová Andreea Prisăcariu Karola Bejenaru                  |
| 20 mai    | Bol, Croația Zgură W15 Simplu și dublu                                           | Laura Samson 6–1, 6–2                                                 | Sara Svetac                                 | Aneta Laboutková Gaia Squarcialupi          | Selina Dal Eleni Christofi Anna Hertel Stephanie Visscher                              |
| 20 mai    | Bol, Croația Zgură W15 Simplu și dublu                                           | Marie Mettraux Stephanie Visscher 6–4, 6–1                            | Xenia Bandurowska Panna Bartha              | Aneta Laboutková Gaia Squarcialupi          | Selina Dal Eleni Christofi Anna Hertel Stephanie Visscher                              |
| 20 mai    | Fukui, Japonia Hard W15 Simplu și dublu                                          | Mio Mushika 7–5, 6–4                                                  | Shiho Akita                                 | Ikumi Yamazaki Kayo Nishimura               | Yui Chikaraishi Wu Ho-ching Yui Ohwaki Viktória Morvayová                              |
| 20 mai    | Fukui, Japonia Hard W15 Simplu și dublu                                          | Hiromi Abe Anri Nagata 6–4, 6–0                                       | Kim Yujin Fang An Lin                       | Ikumi Yamazaki Kayo Nishimura               | Yui Chikaraishi Wu Ho-ching Yui Ohwaki Viktória Morvayová                              |
| 20 mai    | București, România Zgură W15 Simplu și dublu                                     | Emily Welker 6–1, 6–3                                                 | Eva Maria Ionescu                           | Kristiana Sidorova Nicole Rivkin            | Patricia Maria Țig Arina Gabriela Vasilescu Sofia Maria Bărbulescu Georgia Crăciun     |
| 20 mai    | București, România Zgură W15 Simplu și dublu                                     | Ștefania Bojică Cara Maria Meșter 0–6, 6–4, [10–8]                    | Yoana Konstantinova Kristiana Sidorova      | Kristiana Sidorova Nicole Rivkin            | Patricia Maria Țig Arina Gabriela Vasilescu Sofia Maria Bărbulescu Georgia Crăciun     |
| 20 mai    | Estepona, Spania Hard W15 Simplu și dublu                                        | Jacqueline Cabaj Awad 6–2, 6–4                                        | Alice Gillan                                | Anastasia Kulikova Sebastianna Scilipoti    | Elena Micic Katarína Strešnáková María Martínez Vaquero Marie Weckerle                 |
| 20 mai    | Estepona, Spania Hard W15 Simplu și dublu                                        | Jacqueline Cabaj Awad Marie Weckerle 6–4, 6–4                         | Gozal Ainitdinova Elina Nepliy              | Anastasia Kulikova Sebastianna Scilipoti    | Elena Micic Katarína Strešnáková María Martínez Vaquero Marie Weckerle                 |
| 20 mai    | Monastir, Tunisia Hard W15 Simplu și dublu                                       | Ella McDonald 6–4, 6–2                                                | Daria Khomutsianskaya                       | Zeel Desai Priska Madelyn Nugroho           | Katarína Kuzmová María Herazo González Diana Demidova Daria Kudashova                  |
| 20 mai    | Monastir, Tunisia Hard W15 Simplu și dublu                                       | Angella Okutoyi Merna Refaat 6–2, 6–2                                 | Liu Le Yi Xu Jiayu                          | Zeel Desai Priska Madelyn Nugroho           | Katarína Kuzmová María Herazo González Diana Demidova Daria Kudashova                  |
| 27 mai    | Internazionali Femminili di Brescia Brescia, Italia Zgură W75                    | Katarina Zavatska 6–2, 6–3                                            | Varvara Lepchenko                           | Ann Li Polina Kudermetova                   | Nuria Brancaccio Alice Ramé Kateryna Baindl Ella Seidel                                |
| 27 mai    | Internazionali Femminili di Brescia Brescia, Italia Zgură W75                    | Yvonne Cavallé Reimers Aurora Zantedeschi 3–6, 7–5, [10–6]            | Zhibek Kulambayeva Ekaterina Reyngold       | Ann Li Polina Kudermetova                   | Nuria Brancaccio Alice Ramé Kateryna Baindl Ella Seidel                                |
| 27 mai    | Troisdorf, Germania Zgură W50 Simplu și dublu                                    | Berfu Cengiz 6–1, 2–6, 6–3                                            | Susan Bandecchi                             | Anca Todoni Raluca Șerban                   | Audrey Albie Mona Barthel Elvina Kalieva Gina Feistel                                  |
| 27 mai    | Troisdorf, Germania Zgură W50 Simplu și dublu                                    | Raluca Șerban Anca Todoni 6–0, 6–3                                    | Yana Morderger Chiara Scholl                | Anca Todoni Raluca Șerban                   | Audrey Albie Mona Barthel Elvina Kalieva Gina Feistel                                  |
| 27 mai    | Montemor-o-Novo, Portugalia Hard W50 Simplu și dublu                             | Lucrezia Stefanini 6–4, 6–0                                           | Talia Gibson                                | Valentina Ryser Ankita Raina                | Kimberly Birrell Leonie Küng Destanee Aiava Anastasia Kulikova                         |
| 27 mai    | Montemor-o-Novo, Portugalia Hard W50 Simplu și dublu                             | Madeleine Brooks Eudice Chong 6–4, 6–4                                | Leonie Küng Evialina Laskevich              | Valentina Ryser Ankita Raina                | Kimberly Birrell Leonie Küng Destanee Aiava Anastasia Kulikova                         |
| 27 mai    | Otočec, Slovenia Zgură W50 Simplu și dublu                                       | Barbora Palicová 6–1, 2–6, 6–4                                        | Victoria Mboko                              | Lola Radivojević Maya Joint                 | Ayla Aksu Iva Primorac Miriam Bulgaru Maja Chwalińska                                  |
| 27 mai    | Otočec, Slovenia Zgură W50 Simplu și dublu                                       | Ekaterine Gorgodze Valeriya Strakhova 4–6, 6–2, [10–4]                | Anastasiia Gureva Anastasia Kovaleva        | Lola Radivojević Maya Joint                 | Ayla Aksu Iva Primorac Miriam Bulgaru Maja Chwalińska                                  |
| 27 mai    | Klagenfurt, Austria Zgură W35 Simplu și dublu                                    | Marie Benoît 6–1, 6–3                                                 | Sofia Costoulas                             | Çağla Büyükakçay Stephanie Wagner           | Wakana Sonobe Eszter Méri Laura Hietaranta Julie Belgraver                             |
| 27 mai    | Klagenfurt, Austria Zgură W35 Simplu și dublu                                    | Aneta Kučmová Nika Radišić 6–3, 7–5                                   | Kaylah McPhee Nina Vargová                  | Çağla Büyükakçay Stephanie Wagner           | Wakana Sonobe Eszter Méri Laura Hietaranta Julie Belgraver                             |
| 27 mai    | Santo Domingo, Republica Dominicană Hard W35 Simplu și dublu                     | Victoria Hu 6–4, 6–7(6–8), 6–4                                        | Catherine Harrison                          | María Portillo Ramírez Alexandra Bozovic    | Clara Vlasselaer Katrina Scott Sahaja Yamalapalli Jessica Failla                       |
| 27 mai    | Santo Domingo, Republica Dominicană Hard W35 Simplu și dublu                     | Julia Garcia Ana Carmen Zamburek 6–4, 2–6, [10–4]                     | Mell Reasco Antonia Schmidt                 | María Portillo Ramírez Alexandra Bozovic    | Clara Vlasselaer Katrina Scott Sahaja Yamalapalli Jessica Failla                       |
| 27 mai    | Changwon, Coreea de Sud Hard W35 Simplu și dublu                                 | Hanna Chang 6–4, 6–4                                                  | Petra Hule                                  | Back Da-yeon Kyoka Okamura                  | Gabriella Da Silva-Fick Haruna Arakawa Haruka Kaji Hikaru Sato                         |
| 27 mai    | Changwon, Coreea de Sud Hard W35 Simplu și dublu                                 | Paige Hourigan Erika Sema 6–4, 4–6, [10–4]                            | Li Zongyu Shi Han                           | Back Da-yeon Kyoka Okamura                  | Gabriella Da Silva-Fick Haruna Arakawa Haruka Kaji Hikaru Sato                         |
| 27 mai    | La Marsa, Tunisia Hard W35 Simplu și dublu                                       | Manon Léonard 6–1, 6–3                                                | Lara Salden                                 | Mi Lan Tamara Kostic                        | Isabella Shinikova Mariia Tkacheva Tess Sugnaux Tiphanie Lemaître                      |
| 27 mai    | La Marsa, Tunisia Hard W35 Simplu și dublu                                       | Magali Kempen Lara Salden 6–4, 7–6(7–5)                               | Katarína Kužmová Radka Zelníčková           | Mi Lan Tamara Kostic                        | Isabella Shinikova Mariia Tkacheva Tess Sugnaux Tiphanie Lemaître                      |
| 27 mai    | Rio Claro, Brazilia Zgură W15 Simplu și dublu                                    | Jazmin Ortenzi 6–1, 6–2                                               | Amy Zhu                                     | Thaisa Grana Pedretti Luisina Giovannini    | Candela Vazquez Sol Ailin Larraya Guidi Julia Konishi Camargo Silva Francesca Mattioli |
| 27 mai    | Rio Claro, Brazilia Zgură W15 Simplu și dublu                                    | Rebeca Pereira Camila Romero 6–3, 6–1                                 | Jazmin Ortenzi Lucciana Pérez Alarcón       | Thaisa Grana Pedretti Luisina Giovannini    | Candela Vazquez Sol Ailin Larraya Guidi Julia Konishi Camargo Silva Francesca Mattioli |
| 27 mai    | Bol, Croatia Zgură W15 Simplu și dublu                                           | Sina Herrmann 7–5, 6–4                                                | Weronika Ewald                              | Selina Dal Dora Mišković                    | Denisa Hindová Marie Mettraux Anastasia Bertacchi Eleejah Inisan                       |
| 27 mai    | Bol, Croatia Zgură W15 Simplu și dublu                                           | Denisa Hindová Aneta Laboutková 6–3, 6–4                              | Marie Mettraux Stephanie Visscher           | Selina Dal Dora Mišković                    | Denisa Hindová Marie Mettraux Anastasia Bertacchi Eleejah Inisan                       |
| 27 mai    | Tokyo, Japonia Hard W15 Simplu și dublu                                          | Akiko Omae 6–2, 7–6(7–2)                                              | Hiromi Abe                                  | Ye Shiyu Nana Kawagishi                     | Viktória Morvayová Kanako Morisaki Nanari Katsumi Hayu Kinoshita                       |
| 27 mai    | Tokyo, Japonia Hard W15 Simplu și dublu                                          | Hiromi Abe Kanako Morisaki 6–2, 6–2                                   | Yuka Hosoki Funa Kozaki                     | Ye Shiyu Nana Kawagishi                     | Viktória Morvayová Kanako Morisaki Nanari Katsumi Hayu Kinoshita                       |
| 27 mai    | Galați, România Zgură W15 Simplu și dublu                                        | Cristina Diaz Adrover 2–6, 6–4, 6–1                                   | Georgia Crăciun                             | Patricia Maria Țig Lavinia Tanasie          | Eva Maria Ionescu Arina Vasilescu Lavinia Luciano Anamaria Federica Oana               |
| 27 mai    | Galați, România Zgură W15 Simplu și dublu                                        | Victoria Bosio Patricia Maria Țig 7–5, 7–5                            | Alexandra Anghel Cristiana Todoni           | Patricia Maria Țig Lavinia Tanasie          | Eva Maria Ionescu Arina Vasilescu Lavinia Luciano Anamaria Federica Oana               |
| 27 mai    | Kuršumlijska Banja, Serbia Zgură W15 Simplu și dublu                             | Andreea Prisăcariu 5–7, 6–4, 7–5                                      | Ioana Zvonaru                               | Dunja Marić Patricia Georgiana Goina        | Madelief Hageman Denise Valente Ekaterina Ovcharenko Virginia Ferrara                  |
| 27 mai    | Kuršumlijska Banja, Serbia Zgură W15 Simplu și dublu                             | Karola Patricia Bejenaru Inès Ibbou 7–6(10–8), 6–7(6–8), [10–5]       | Elena Milovanović Andreea Prisăcariu        | Dunja Marić Patricia Georgiana Goina        | Madelief Hageman Denise Valente Ekaterina Ovcharenko Virginia Ferrara                  |
| 27 mai    | Monastir, Tunisia Hard W15 Simplu și dublu                                       | Daria Frayman 6–3, 6–1                                                | Zhang Ying                                  | Samira De Stefano Eliessa Vanlangendonck    | Zeel Desai Noelia Bouzo Zanotti Ella McDonald Alyssa Reguer                            |
| 27 mai    | Monastir, Tunisia Hard W15 Simplu și dublu                                       | Xiao Zhenghua Xu Jiayu 7–6(9–7), 7–5                                  | Zeel Desai Naïma Karamoko                   | Samira De Stefano Eliessa Vanlangendonck    | Zeel Desai Noelia Bouzo Zanotti Ella McDonald Alyssa Reguer                            |
| 27 mai    | San Diego, Statele Unite Hard W15 Simplu și dublu                                | Gabriella Broadfoot 6–2, 7–6 (7–2)                                    | Lisa Zaar                                   | Haley Giavara Chloe Noel                    | Aspen Schuman Leyla Fiorella Britez Risso Lily Fairclough Dasha Ivanova                |
| 27 mai    | San Diego, Statele Unite Hard W15 Simplu și dublu                                | Haley Giavara Kelly Keller 2–6, 6–2, [10–5]                           | Dasha Ivanova Lisa Zaar                     | Haley Giavara Chloe Noel                    | Aspen Schuman Leyla Fiorella Britez Risso Lily Fairclough Dasha Ivanova                |

### Iunie
| Săptămâna | Turneu                                                                                        | Campioni                                                | Finaliști                               | Semifinaliști                              | Sfert-finaliști                                                                     |
| --------- | --------------------------------------------------------------------------------------------- | ------------------------------------------------------- | --------------------------------------- | ------------------------------------------ | ----------------------------------------------------------------------------------- |
| 3 iunie   | Surbiton Trophy Surbiton, Regatul Unit Iarbă W100                                             | Alison Van Uytvanck 6–7(5–7), 6–1, 6–2                  | Tatjana Maria                           | Harmony Tan Olivia Gadecki                 | Emily Appleton Greet Minnen Ajla Tomljanovic Kimberly Birrell                       |
| 3 iunie   | Surbiton Trophy Surbiton, Regatul Unit Iarbă W100                                             | Emina Bektas Aleksandra Krunić 6–1, 6–1                 | Sarah Beth Grey Tara Moore              | Harmony Tan Olivia Gadecki                 | Emily Appleton Greet Minnen Ajla Tomljanovic Kimberly Birrell                       |
| 3 iunie   | Internazionali Femminili di Tennis Città di Caserta Caserta, Italia Zgură W75 Simplu și dublu | Leyre Romero Gormaz 6–2, 4–6, 6–4                       | Jil Teichmann                           | Laura Pigossi Sara Saito                   | Anastasia Abbagnato Tatiana Pieri Amandine Hesse Martha Matoula                     |
| 3 iunie   | Internazionali Femminili di Tennis Città di Caserta Caserta, Italia Zgură W75 Simplu și dublu | Yuliana Lizarazo Despina Papamichail 4–6, 6–3, [10–3]   | Ali Collins María Paulina Pérez         | Laura Pigossi Sara Saito                   | Anastasia Abbagnato Tatiana Pieri Amandine Hesse Martha Matoula                     |
| 3 iunie   | Palmetto Pro Open Sumter, Statele Unite Hard W75 Simplu și dublu                              | Carson Branstine 7–6(8–6), 6–7(6–8), 6–1                | Sophie Chang                            | Maria Mateas Allie Kiick                   | Sahaja Yamalapalli Anna Rogers Catherine Harrison Jessica Failla                    |
| 3 iunie   | Palmetto Pro Open Sumter, Statele Unite Hard W75 Simplu și dublu                              | Alicia Herrero Liñana Melany Krywoj 6–3, 6–3            | Sophie Chang Dalayna Hewitt             | Maria Mateas Allie Kiick                   | Sahaja Yamalapalli Anna Rogers Catherine Harrison Jessica Failla                    |
| 3 iunie   | Montemor-o-Novo, Portugalia Hard W50 Simplu și dublu                                          | Eudice Chong 3–6, 6–2, 6–1                              | Gabriela Knutson                        | Jacqueline Cabaj Awad Angelina Voloshchuk  | Marie Weckerle Katherine Sebov Ankita Raina Sofya Lansere                           |
| 3 iunie   | Montemor-o-Novo, Portugalia Hard W50 Simplu și dublu                                          | Elena Micic Alana Parnaby 7–6(8–6), 6–4                 | Eudice Chong Lucrezia Musetti           | Jacqueline Cabaj Awad Angelina Voloshchuk  | Marie Weckerle Katherine Sebov Ankita Raina Sofya Lansere                           |
| 3 iunie   | La Marsa, Tunisia Hard W50 Simplu și dublu                                                    | Gao Xinyu 5–7, 6–3, 6–3                                 | Martyna Kubka                           | Manon Léonard Madison Sieg                 | Mariam Bolkvadze Mariia Tkacheva Ana Sofía Sánchez Yasmine Mansouri                 |
| 3 iunie   | La Marsa, Tunisia Hard W50 Simplu și dublu                                                    | Aglaya Fedorova Kira Pavlova 6–7(5–7), 6–1, [10–3]      | Katarína Kužmová Yasmine Mansouri       | Manon Léonard Madison Sieg                 | Mariam Bolkvadze Mariia Tkacheva Ana Sofía Sánchez Yasmine Mansouri                 |
| 3 iunie   | Kuršumlijska Banja, Serbia Zgură W35 Simplu și dublu                                          | Nina Stojanović 6–2, 6–4                                | Vivian Wolff                            | Yuki Naito Ksenia Laskutova                | Émeline Dartron Anja Stanković Caijsa Hennemann Mia Ristić                          |
| 3 iunie   | Kuršumlijska Banja, Serbia Zgură W35 Simplu și dublu                                          | Mana Kawamura Yuki Naito 6–4, 6–4                       | Inès Ibbou Elena Milovanović            | Yuki Naito Ksenia Laskutova                | Émeline Dartron Anja Stanković Caijsa Hennemann Mia Ristić                          |
| 3 iunie   | Daegu, Coreea de Sud Hard W35 Simplu și dublu                                                 | Back Da-yeon 4–6, 6–2, 6–3                              | Eri Shimizu                             | Sakura Hosogi Hina Inoue                   | Rina Saigo Ayano Shimizu Petra Hule Cherry Kim                                      |
| 3 iunie   | Daegu, Coreea de Sud Hard W35 Simplu și dublu                                                 | Ayano Shimizu Kisa Yoshioka 6–4, 6–3                    | Kim Da-bin Kim Na-ri                    | Sakura Hosogi Hina Inoue                   | Rina Saigo Ayano Shimizu Petra Hule Cherry Kim                                      |
| 3 iunie   | Banja Luka, Bosnia și Herzegovina Zgură W15 Simplu și dublu                                   | Živa Falkner 6–4, 6–4                                   | Luna Vujović                            | Denise Hrdinková Amélie Šmejkalová         | Marie Mettraux Andrea Obradović Doğa Türkmen Katerina Tsygourova                    |
| 3 iunie   | Banja Luka, Bosnia și Herzegovina Zgură W15 Simplu și dublu                                   | Denisa Hindová Vittoria Modesti 6–2, 3–6, [10–7]        | Marie Mettraux Doğa Türkmen             | Denise Hrdinková Amélie Šmejkalová         | Marie Mettraux Andrea Obradović Doğa Türkmen Katerina Tsygourova                    |
| 3 iunie   | Maringá, Brazilia Zgură W15 Singles and doubles draws                                         | Jazmín Ortenzi 6–4, 6–3                                 | Lucciana Pérez Alarcón                  | Sol Ailin Larraya Guidi Berta Bonardi      | Camila Romero Geórgia Gulin Amy Zhu Luisina Giovannini                              |
| 3 iunie   | Maringá, Brazilia Zgură W15 Singles and doubles draws                                         | Jazmín Ortenzi Lucciana Pérez Alarcón 6–2, 6–1          | Camilla Bossi Letícia Garcia Vidal      | Sol Ailin Larraya Guidi Berta Bonardi      | Camila Romero Geórgia Gulin Amy Zhu Luisina Giovannini                              |
| 3 iunie   | Santo Domingo, Republica Dominicană Hard W15 Simplu și dublu                                  | Antonia Schmidt 4–6, 6–2, 7–5                           | Darja Viďmanová                         | Mell Reasco Ana Carmen Zamburek            | Jéssica Hinojosa Gómez Noelia Zeballos Riya Bhatia Olivia Lincer                    |
| 3 iunie   | Santo Domingo, Republica Dominicană Hard W15 Simplu și dublu                                  | Julia García Sofía Camila Rojas 6–4, 7–6(8–6)           | Jessica Hinojosa Gómez Noela Zeballos   | Mell Reasco Ana Carmen Zamburek            | Jéssica Hinojosa Gómez Noelia Zeballos Riya Bhatia Olivia Lincer                    |
| 3 iunie   | Kawaguchi, Japonia Hard W15 Simplu și dublu                                                   | Aoi Ito 6–1, 6–4                                        | Mao Mushika                             | Funa Kozaki Kanako Morisaki                | Kurumi Tamura Chihiro Muramatsu Ayumi Miyamoto Shiho Akita                          |
| 3 iunie   | Kawaguchi, Japonia Hard W15 Simplu și dublu                                                   | Mao Mushika Mio Mushika 6–2, 6–2                        | Anri Nagata Yuan Chengyiyi              | Funa Kozaki Kanako Morisaki                | Kurumi Tamura Chihiro Muramatsu Ayumi Miyamoto Shiho Akita                          |
| 3 iunie   | Focșani, România Zgură W15 Simplu și dublu                                                    | Patricia Maria Țig 6–4, 6–4                             | Bianca Barbulescu                       | Briana Szabo Anastasia Bertacchi           | Lavinia Tanasie Katerina Mandelikova Eva Maria Ionescu Anamaria Oana                |
| 3 iunie   | Focșani, România Zgură W15 Simplu și dublu                                                    | Katerina Mandelikova Briana Szabo 7–6(7–3), 6–0         | Victoria Bosio Patricia Maria Țig       | Briana Szabo Anastasia Bertacchi           | Lavinia Tanasie Katerina Mandelikova Eva Maria Ionescu Anamaria Oana                |
| 3 iunie   | Madrid, Spania Hard W15 Simplu și dublu                                                       | Lucie Nguyen Tan 6–1, 6–4                               | Alina Granwehr                          | Anastasia Iamachkine Kennedy Gibbs         | Ella McDonald Maria Andrienko Cayetana Gay Celine Simunyu                           |
| 3 iunie   | Madrid, Spania Hard W15 Simplu și dublu                                                       | Holly Hutchinson Ella McDonald 6–4, 6–1                 | Ana Candiotto Anastasia Iamachkine      | Anastasia Iamachkine Kennedy Gibbs         | Ella McDonald Maria Andrienko Cayetana Gay Celine Simunyu                           |
| 3 iunie   | Monastir, Tunisia Hard W15 Simplu și dublu                                                    | Janice Tjen 6–1, 7–6(7–1)                               | Patricija Paukštytė                     | Zeel Desai Samira De Stefano               | Salakthip Ounmuang Eliessa Vanlangendonck Gina Marie Dittmann Anna Kubareva         |
| 3 iunie   | Monastir, Tunisia Hard W15 Simplu și dublu                                                    | Leena Bennetto Janice Tjen 6–4, 6–1                     | Patricija Paukštytė Alica Rusová        | Zeel Desai Samira De Stefano               | Salakthip Ounmuang Eliessa Vanlangendonck Gina Marie Dittmann Anna Kubareva         |
| 3 iunie   | San Diego, Statele Unite Hard W15 Simplu și dublu                                             | Sara Daavettila 6–0, 6–0                                | Maya Iyengar                            | Carolyn Campana Aspen Schuman              | Dasha Ivanova Julieta Pareja Katie Codd Anna Campana                                |
| 3 iunie   | San Diego, Statele Unite Hard W15 Simplu și dublu                                             | Carolyn Campana Lisa Zaar 6–7(3–7), 6–4, [11–9]         | Eryn Cayetano Lily Fairclough           | Carolyn Campana Aspen Schuman              | Dasha Ivanova Julieta Pareja Katie Codd Anna Campana                                |
| 10 iunie  | Open de Biarritz Biarritz, Franța Zgură W100                                                  | Sara Saito 5–7, 6–3, 6–3                                | Margaux Rouvroy                         | Despina Papamichail Amandine Hesse         | Andreea Mitu Victoria Jiménez Kasintseva Elsa Jacquemot You Xiaodi                  |
| 10 iunie  | Open de Biarritz Biarritz, Franța Zgură W100                                                  | Irina Bara Andreea Mitu 6–3, 3–6, [10–7]                | Estelle Cascino Carole Monnet           | Despina Papamichail Amandine Hesse         | Andreea Mitu Victoria Jiménez Kasintseva Elsa Jacquemot You Xiaodi                  |
| 10 iunie  | Guimarães Ladies Open Guimarães, Portugalia Hard W75 Simplu și dublu                          | Francisca Jorge 6–3, 6–4                                | Liv Hovde                               | Katherine Sebov Mariam Bolkvadze           | Arianne Hartono Gabriela Knutson Tessah Andrianjafitrimo Matilde Jorge              |
| 10 iunie  | Guimarães Ladies Open Guimarães, Portugalia Hard W75 Simplu și dublu                          | Sophie Chang Rasheeda McAdoo 7–6(8–6), 6–7(2–7), [10–5] | Francisca Jorge Matilde Jorge           | Katherine Sebov Mariam Bolkvadze           | Arianne Hartono Gabriela Knutson Tessah Andrianjafitrimo Matilde Jorge              |
| 10 iunie  | Taizhou, China Hard W50 Simplu și dublu                                                       | Shi Han 2–6, 7–5, 6–2                                   | Lu Jiajing                              | Park So-hyun Wang Qiang                    | Yang Yidi Liu Fangzhou Guo Meiqi Liang En-shuo                                      |
| 10 iunie  | Taizhou, China Hard W50 Simplu și dublu                                                       | Cho I-hsuan Cho Yi-tsen 2–6, 7–6(7–5), [10–7]           | Wang Meiling Yao Xinxin                 | Park So-hyun Wang Qiang                    | Yang Yidi Liu Fangzhou Guo Meiqi Liang En-shuo                                      |
| 10 iunie  | Gdańsk, Polonia Zgură W35 Simplu și dublu                                                     | Barbora Palicová 6–2, 1–0 ret.                          | Kajsa Rinaldo Persson                   | Jenny Dürst Yuki Naito                     | Hanne Vandewinkel Berfu Cengiz Alice Tubello Marcelina Podlińska                    |
| 10 iunie  | Gdańsk, Polonia Zgură W35 Simplu și dublu                                                     | Karolína Kubáňová Renata Voráčová 3–6, 7–6(7–5), [10–7] | Jaimee Fourlis Petra Hule               | Jenny Dürst Yuki Naito                     | Hanne Vandewinkel Berfu Cengiz Alice Tubello Marcelina Podlińska                    |
| 10 iunie  | Santo Domingo, Republica Dominicană Hard W15 Simplu și dublu                                  | Olivia Lincer 7–6(7–4), 6–1                             | Katja Wiersholm                         | Esther Vyrlan Julia García                 | Kolie Allen Ana Carmen Zamburek Christasha McNeil Darja Viďmanová                   |
| 10 iunie  | Santo Domingo, Republica Dominicană Hard W15 Simplu și dublu                                  | Raphaëlle Lacasse Ana Carmen Zamburek 6–3, 6–4          | Sharmada Balu Riya Bhatia               | Esther Vyrlan Julia García                 | Kolie Allen Ana Carmen Zamburek Christasha McNeil Darja Viďmanová                   |
| 10 iunie  | Norges-la-Ville, Franța Hard W15 Simplu și dublu                                              | Alina Granwehr 5–7, 6–3, 7–6(7–5)                       | Ekaterina Ovcharenko                    | Léa Tholey Marine Szostak                  | Holly Hutchinson Berta Passola Chiara Girelli Fiona Ganz                            |
| 10 iunie  | Norges-la-Ville, Franța Hard W15 Simplu și dublu                                              | Ekaterina Ovcharenko Kristiana Sidorova 6–4, 6–3        | Alina Granwehr Celine Simunyu           | Léa Tholey Marine Szostak                  | Holly Hutchinson Berta Passola Chiara Girelli Fiona Ganz                            |
| 10 iunie  | Tokyo, Japonia Hard W15 Simplu și dublu                                                       | Rina Saigo 4–6, 7–6(7–5), 7–5                           | Shiho Akita                             | Lisa-Marie Rioux Akiko Omae                | Kisa Yoshioka Chihiro Muramatsu Mio Mushika Hikaru Sato                             |
| 10 iunie  | Tokyo, Japonia Hard W15 Simplu și dublu                                                       | Akari Inoue Michika Ozeki 2–6, 7–5, [10–8]              | Ayumi Miyamoto Anri Nagata              | Lisa-Marie Rioux Akiko Omae                | Kisa Yoshioka Chihiro Muramatsu Mio Mushika Hikaru Sato                             |
| 10 iunie  | Kuršumlijska Banja, Serbia Zgură W15 Simplu și dublu                                          | Caijsa Hennemann 2–6, 6–4, 6–1                          | Kaylah McPhee                           | Anja Stanković Ksenia Laskutova            | Yaroslava Bartashevich Alexandra Shubladze Kateryna Lazarenko Pemra Özgen           |
| 10 iunie  | Kuršumlijska Banja, Serbia Zgură W15 Simplu și dublu                                          | Ksenia Laskutova Alexandra Shubladze 6–4, 7–5           | Kaylah McPhee Zuzanna Pawlikowska       | Anja Stanković Ksenia Laskutova            | Yaroslava Bartashevich Alexandra Shubladze Kateryna Lazarenko Pemra Özgen           |
| 10 iunie  | Madrid, Spania Zgură W15 Simplu și dublu                                                      | Kaitlin Quevedo 6–3, 2–0 ret.                           | Noelia Bouzó Zanotti                    | Carolina Kuhl Francesca Pace               | Eleejah Inisan Angelica Raggi Cristina Ramos Sierra Lucie Nguyen Tan                |
| 10 iunie  | Madrid, Spania Zgură W15 Simplu și dublu                                                      | María Herazo González Francesca Pace 6–3, 7–5           | Diletta Cherubini Carolina Kuhl         | Carolina Kuhl Francesca Pace               | Eleejah Inisan Angelica Raggi Cristina Ramos Sierra Lucie Nguyen Tan                |
| 10 iunie  | Monastir, Tunisia Hard W15 Simplu și dublu                                                    | Janice Tjen 6–2, 6–3                                    | Anna Kubareva                           | Katarína Kužmová Yasmine Mansouri          | Eleanor Dean Mariia Tkacheva Patricija Paukštytė Kate Mansfield                     |
| 10 iunie  | Monastir, Tunisia Hard W15 Simplu și dublu                                                    | Katarína Kužmová Mariia Tkacheva 6–1, 6–1               | Patricija Paukštytė Merna Refaat        | Katarína Kužmová Yasmine Mansouri          | Eleanor Dean Mariia Tkacheva Patricija Paukštytė Kate Mansfield                     |
| 10 iunie  | San Diego, Statele Unite Hard W15 Simplu și dublu                                             | Fiona Crawley 6–4, 1–6, 6–3                             | Sara Daavettila                         | Eryn Cayetano Alyssa Ahn                   | Bașak Eraydın Anne Christine Lutkemeyer Obregon Cody Wong Haley Giavara             |
| 10 iunie  | San Diego, Statele Unite Hard W15 Simplu și dublu                                             | Bașak Eraydın Anita Sahdiieva 0–6, 6–3, [10–8]          | Anna Campana Carolyn Campana            | Eryn Cayetano Alyssa Ahn                   | Bașak Eraydın Anne Christine Lutkemeyer Obregon Cody Wong Haley Giavara             |
| 17 iunie  | Ilkley Trophy Ilkley, Regatul Unit Iarbă W100                                                 | Rebecca Marino 4–6, 6–1, 6–4                            | Jessika Ponchet                         | Kimberly Birrell Elsa Jacquemot            | Sonay Kartal Daria Snigur Marina Stakusic Ella McDonald                             |
| 17 iunie  | Ilkley Trophy Ilkley, Regatul Unit Iarbă W100                                                 | Kristina Mladenovic Elena-Gabriela Ruse 6–2, 6–2        | Quinn Gleason Tang Qianhui              | Kimberly Birrell Elsa Jacquemot            | Sonay Kartal Daria Snigur Marina Stakusic Ella McDonald                             |
| 17 iunie  | Olomouc Open Olomouc, Republica Cehă Iarbă W75 Simplu și dublu                                | Anna Bondár 6–3, 7–6(7–4)                               | Jang Su-jeong                           | Carolina Kuhl Julie Paštiková              | Kathinka von Deichmann Valentini Grammatikopoulou Leyre Romero Gormaz Panna Udvardy |
| 17 iunie  | Olomouc Open Olomouc, Republica Cehă Iarbă W75 Simplu și dublu                                | Amina Anshba Valentini Grammatikopoulou 6–2, 6–4        | Jessie Aney Lena Papadakis              | Carolina Kuhl Julie Paštiková              | Kathinka von Deichmann Valentini Grammatikopoulou Leyre Romero Gormaz Panna Udvardy |
| 17 iunie  | Ystad, Suedia Zgură W50 Simplu și dublu                                                       | Berfu Cengiz 6–3, 3–6, 6–3                              | Irene Burillo Escorihuela               | Seone Mendez Andrea Lázaro García          | Séléna Janicijevic Ángela Fita Boluda Alice Tubello Marie Benoît                    |
| 17 iunie  | Ystad, Suedia Zgură W50 Simplu și dublu                                                       | Marie Benoît Lesley Pattinama Kerkhove 6–3, 6–1         | Alevtina Ibragimova Anna Zyryanova      | Seone Mendez Andrea Lázaro García          | Séléna Janicijevic Ángela Fita Boluda Alice Tubello Marie Benoît                    |
| 17 iunie  | Luzhou, China Hard W35 Simplu și dublu                                                        | Anastasia Zolotareva 6–2, 6–4                           | Yao Xinxin                              | Viktória Morvayová Liu Fangzhou            | Tatiana Prozorova Huang Jiaqi Yang Yidi Lu Jiajing                                  |
| 17 iunie  | Luzhou, China Hard W35 Simplu și dublu                                                        | Huang Yujia Xiao Zhenghua 7–6(7–5), 6–0                 | Sun Yufan Wang Meiling                  | Viktória Morvayová Liu Fangzhou            | Tatiana Prozorova Huang Jiaqi Yang Yidi Lu Jiajing                                  |
| 17 iunie  | Tauste, Spania Hard W35+H Simplu și dublu                                                     | Melisa Ercan 6–3, 6–0                                   | Victoria Rodríguez                      | Tian Fangran Sayaka Ishii                  | Rutuja Bhosale Eva Vedder Tamara Kostic Lucía Cortez Llorca                         |
| 17 iunie  | Tauste, Spania Hard W35+H Simplu și dublu                                                     | Rutuja Bhosale Tian Fangran 6–2, 6–4                    | Alana Parnaby Victoria Rodríguez        | Tian Fangran Sayaka Ishii                  | Rutuja Bhosale Eva Vedder Tamara Kostic Lucía Cortez Llorca                         |
| 17 iunie  | Taipei, Taiwan Hard W35 Simplu și dublu                                                       | Himeno Sakatsume 6–4, 6–0                               | Kyōka Okamura                           | Lizette Cabrera Thasaporn Naklo            | Park So-hyun Misaki Matsuda Haruna Arakawa Liang En-shuo                            |
| 17 iunie  | Taipei, Taiwan Hard W35 Simplu și dublu                                                       | Eri Shimizu Ikumi Yamazaki 4–6, 6–1, [10–5]             | Funa Kozaki Misaki Matsuda              | Lizette Cabrera Thasaporn Naklo            | Park So-hyun Misaki Matsuda Haruna Arakawa Liang En-shuo                            |
| 17 iunie  | Wichita, Statele Unite Hard W35 Simplu și dublu                                               | Cadence Brace 7–5, 4–6, 6–3                             | Victoria Hu                             | Sahaja Yamalapalli Jessica Failla          | Hiroko Kuwata Olivia Lincer Kayla Cross Kate Fakih                                  |
| 17 iunie  | Wichita, Statele Unite Hard W35 Simplu și dublu                                               | Alicia Herrero Liñana Melany Krywoj 6–3, 6–3            | Ashton Bowers Sophia Webster            | Sahaja Yamalapalli Jessica Failla          | Hiroko Kuwata Olivia Lincer Kayla Cross Kate Fakih                                  |
| 17 iunie  | București, România Zgură W15 Simplu și dublu                                                  | Georgia Crăciun 6–1 ret.                                | Patricia Maria Țig                      | Camilla Gennaro Lidia Encheva              | Kamilla Bartone Oana Gavrilă Iva Ivanova Maia Ilinca Burcescu                       |
| 17 iunie  | București, România Zgură W15 Simplu și dublu                                                  | Iva Ivanova Mia Slama 4–6, 6–2, [10–4]                  | Diana Maria Mihail Patricia Maria Țig   | Camilla Gennaro Lidia Encheva              | Kamilla Bartone Oana Gavrilă Iva Ivanova Maia Ilinca Burcescu                       |
| 17 iunie  | Kuršumlijska Banja, Serbia Zgură W15 Simplu și dublu                                          | Alexandra Shubladze 6–2, 1–0 ret.                       | Natalija Senić                          | Petra Konjikusić Suana Tucaković           | Teodora Kostović Anja Stanković Draginja Vuković Amelie Justine Hejtmanek           |
| 17 iunie  | Kuršumlijska Banja, Serbia Zgură W15 Simplu și dublu                                          | Natalija Senić Anja Stanković 7–6(7–5), 7–6(7–4)        | Ksenia Laskutova Alexandra Shubladze    | Petra Konjikusić Suana Tucaković           | Teodora Kostović Anja Stanković Draginja Vuković Amelie Justine Hejtmanek           |
| 17 iunie  | Hillcrest, Africa de Sud Hard W15 Simplu și dublu                                             | Matilde Mariani 6–2, 6–3                                | Elena Jamshidi                          | Jacqueline Cabaj Awad Lara Pfeifer         | Haine Ogata Michika Ozeki Jahnie Van Zyl Nagomi Higashitani                         |
| 17 iunie  | Hillcrest, Africa de Sud Hard W15 Simplu și dublu                                             | Matilde Mariani Beatrice Stagno 7–5, 4–6, [10–6]        | Nagomi Higashitani Michika Ozeki        | Jacqueline Cabaj Awad Lara Pfeifer         | Haine Ogata Michika Ozeki Jahnie Van Zyl Nagomi Higashitani                         |
| 17 iunie  | Monastir, Tunisia Hard W15 Simplu și dublu                                                    | Janice Tjen 6–1, 6–0                                    | Marine Szostak                          | Kate Mansfield Rinko Matsuda               | Margaux Maquet Lamis Alhussein Abdel Aziz Merna Refaat Yasmine Mansouri             |
| 17 iunie  | Monastir, Tunisia Hard W15 Simplu și dublu                                                    | Julia Adams Leena Bennetto 4–6, 7–5, [10–4]             | Lamis Alhussein Abdel Aziz Merna Refaat | Kate Mansfield Rinko Matsuda               | Margaux Maquet Lamis Alhussein Abdel Aziz Merna Refaat Yasmine Mansouri             |
| 17 iunie  | Rancho Santa Fe, Statele Unite Hard W15 Simplu și dublu                                       | Julieta Pareja 5–7, 6–1, 6–4                            | Kimmi Hance                             | Anne-Christine Lütkemeyer Lily Fairclough  | Anna Campana Bașak Eraydın Brandy Walker Sara Daavettila                            |
| 17 iunie  | Rancho Santa Fe, Statele Unite Hard W15 Simplu și dublu                                       | Anna Campana Carolyn Campana 6–2, 6–3                   | Jessica Luisa Alsola Brandy Walker      | Anne-Christine Lütkemeyer Lily Fairclough  | Anna Campana Bașak Eraydın Brandy Walker Sara Daavettila                            |
| 24 iunie  | Macha Lake Open Staré Splavy, Republica Cehă Zgură W75                                        | Tereza Valentová 6–3, 7–5                               | Aneta Kučmová                           | Jang Su-jeong Guiomar Maristany            | Kristina Dmitruk Victoria Jiménez Kasintseva Anouk Koevermans Maja Chwalińska       |
| 24 iunie  | Macha Lake Open Staré Splavy, Republica Cehă Zgură W75                                        | Maja Chwalińska Anastasia Dețiuc 6–3, 2–6, [10–6]       | Feng Shuo Sapfo Sakellaridi             | Jang Su-jeong Guiomar Maristany            | Kristina Dmitruk Victoria Jiménez Kasintseva Anouk Koevermans Maja Chwalińska       |
| 24 iunie  | Palma del Río, Spania Hard W50 Simplu și dublu                                                | Leonie Küng vs Linda Klimovičová                        | Leonie Küng vs Linda Klimovičová        | Melisa Ercan Tian Fangran                  | Nahia Berecoechea Sayaka Ishii Anastasiia Gureva Caroline Werner                    |
| 24 iunie  | Palma del Río, Spania Hard W50 Simplu și dublu                                                | Martyna Kubka Lara Salden 6–2, 6–1                      | Rutuja Bhosale Sophie Chang             | Melisa Ercan Tian Fangran                  | Nahia Berecoechea Sayaka Ishii Anastasiia Gureva Caroline Werner                    |
| 24 iunie  | Périgueux, Franța Zgură W35 Simplu și dublu                                                   | Emma Léné 3–6, 6–4, 6–4                                 | Alice Tubello                           | Marie Benoît Alevtina Ibragimova           | Yaroslava Bartashevich Amandine Monnot Émeline Dartron Michaela Laki                |
| 24 iunie  | Périgueux, Franța Zgură W35 Simplu și dublu                                                   | Mariana Dražić Alevtina Ibragimova 7–5, 2–6, [10–5]     | Émeline Dartron Jenny Lim               | Marie Benoît Alevtina Ibragimova           | Yaroslava Bartashevich Amandine Monnot Émeline Dartron Michaela Laki                |
| 24 iunie  | Tarvisio, Italia Zgură W35 Simplu și dublu                                                    | Nuria Brancaccio 6–4, 6–2                               | Dalila Spiteri                          | Nicole Fossa Huergo Oleksandra Oliynykova  | Maria Kozyreva Miriana Tona Diletta Cherubini Gabriela Cé                           |
| 24 iunie  | Tarvisio, Italia Zgură W35 Simplu și dublu                                                    | Anastasia Sukhotina Anna Zyryanova 7–6(7–3), 6–2        | Živa Falkner Miriana Tona               | Nicole Fossa Huergo Oleksandra Oliynykova  | Maria Kozyreva Miriana Tona Diletta Cherubini Gabriela Cé                           |
| 24 iunie  | Klosters, Elveția Zgură W35 Simplu și dublu                                                   | Gina Feistel 6–7(9–11), 6–2, 6–1                        | Jenny Dürst                             | Diana Martynov Alexandra Vecic             | Jasmijn Gimbrère Lisa Pigato Katharina Hobgarski Tina Nadine Smith                  |
| 24 iunie  | Klosters, Elveția Zgură W35 Simplu și dublu                                                   | Jenny Dürst Nina Vargová 6–2, 4–6, [10–8]               | Katharina Hobgarski Antonia Schmidt     | Diana Martynov Alexandra Vecic             | Jasmijn Gimbrère Lisa Pigato Katharina Hobgarski Tina Nadine Smith                  |
| 24 iunie  | Taipei, Taiwan Hard W35 Simplu și dublu                                                       | Vaidehi Chaudari 3–6, 7–5, 6–3                          | Kyōka Okamura                           | Monique Barry Ayano Shimizu                | Himeno Sakatsume Tatiana Prozorova Mei Yamaguchi Lisa-Marie Rioux                   |
| 24 iunie  | Taipei, Taiwan Hard W35 Simplu și dublu                                                       | Cho I-hsuan Cho Yi-tsen 6–2, 1–6, [10–5]                | Hsieh Yu-Chieh Lin Fang An              | Monique Barry Ayano Shimizu                | Himeno Sakatsume Tatiana Prozorova Mei Yamaguchi Lisa-Marie Rioux                   |
| 24 iunie  | Tianjin, China Hard W15 Simplu și dublu                                                       | Yang Yidi 6–1, 6–4                                      | Elina Nepliy                            | Aitiyaguli Aixirefu Ahn Yu-jin             | Zhou Yehua Huang Jiaqi Kim Na-ri Wang Xintong                                       |
| 24 iunie  | Tianjin, China Hard W15 Simplu și dublu                                                       | Kim Da-bin Kim Na-ri 6–2, 6–1                           | Xun Fangying Yuan Chengyiyi             | Aitiyaguli Aixirefu Ahn Yu-jin             | Zhou Yehua Huang Jiaqi Kim Na-ri Wang Xintong                                       |
| 24 iunie  | Kamen, Germania Zgură W15 Simplu și dublu                                                     | Stéphanie Visscher 6–2, 6–2                             | Eva Bennemann                           | Julia Middendorf Luisa Meyer auf der Heide | Tessa Brockmann Gaia Squarcialupi Josy Daems Paula Rumpf                            |
| 24 iunie  | Kamen, Germania Zgură W15 Simplu și dublu                                                     | Josy Daems Anastasiia Firman 6–3, 6–3                   | Marie Vogt Eva Marie Voracek            | Julia Middendorf Luisa Meyer auf der Heide | Tessa Brockmann Gaia Squarcialupi Josy Daems Paula Rumpf                            |
| 24 iunie  | Hong Kong, Hong Kong Hard W15 Simplu și dublu                                                 | Priska Nugroho 6–3, 6–4                                 | Saki Imamura                            | Mio Mushika Anastasia Zolotareva           | Mao Mushika Maggie Ng Cody Wong Anastasia Kovaleva                                  |
| 24 iunie  | Hong Kong, Hong Kong Hard W15 Simplu și dublu                                                 | Hiromi Abe Saki Imamura 6–4, 6–1                        | Dang Yiming Anastasia Zolotareva        | Mio Mushika Anastasia Zolotareva           | Mao Mushika Maggie Ng Cody Wong Anastasia Kovaleva                                  |
| 24 iunie  | Alkmaar, Țările de Jos Zgură W15 Simplu și dublu                                              | Fabienne Gettwart 7–6(7–2), 7–5                         | Daria Kuczer                            | Angelina Wirges Selina Dal                 | Valentina Ivanov Tilwith Di Girolami Cristina Díaz Adrover Rose Marie Nijkamp       |
| 24 iunie  | Alkmaar, Țările de Jos Zgură W15 Simplu și dublu                                              | Michaëlla Krajicek Sarah van Emst 6–4, 6–4              | Valentina Ivanov Rebecca Munk Mortensen | Angelina Wirges Selina Dal                 | Valentina Ivanov Tilwith Di Girolami Cristina Díaz Adrover Rose Marie Nijkamp       |
| 24 iunie  | Kuršumlijska Banja, Serbia Zgură W15 Simplu și dublu                                          | Natalija Senić 6–3, 6–2                                 | Anja Stanković                          | Julia Stamatova Dia Evtimova               | Lucía Natal Anastasiya Zaparyniuk Claudia Hoste Ferrer Oana Gavrilă                 |
| 24 iunie  | Kuršumlijska Banja, Serbia Zgură W15 Simplu și dublu                                          | Laura Cíleková Natália Kročková 6–4, 5–7, [10–3]        | Victoria Borodulina Ekaterina Kazionova | Julia Stamatova Dia Evtimova               | Lucía Natal Anastasiya Zaparyniuk Claudia Hoste Ferrer Oana Gavrilă                 |
| 24 iunie  | Hillcrest, Africa de Sud Hard W15 Simplu și dublu                                             | Isabella Kruger 6–2, 6–4                                | Michika Ozeki                           | Nagomi Higashitani Eliessa Vanlangendonck  | Jahnie van Zyl Beatrice Stagno Haine Ogata Elena Jamshidi                           |
| 24 iunie  | Hillcrest, Africa de Sud Hard W15 Simplu și dublu                                             | Matilde Mariani Beatrice Stagno 6–4, 6–2                | Amanda Carolina Nava Elkin Haine Ogata  | Nagomi Higashitani Eliessa Vanlangendonck  | Jahnie van Zyl Beatrice Stagno Haine Ogata Elena Jamshidi                           |
| 24 iunie  | Monastir, Tunisia Hard W15 Simplu și dublu                                                    | Anastasia Gasanova 6–2, 6–4                             | Lamis Alhussein Abdel Aziz              | Esther Adeshina Anja Wildgruber            | Michaela Gordon Julia Adams Ekaterina Ivanova Monika Stankiewicz                    |
| 24 iunie  | Monastir, Tunisia Hard W15 Simplu și dublu                                                    | Vladislava Andreevskaya Anastasia Gasanova 6–2, 6–4     | Ella Simmons Janice Tjen                | Esther Adeshina Anja Wildgruber            | Michaela Gordon Julia Adams Ekaterina Ivanova Monika Stankiewicz                    |
| 24 iunie  | Los Angeles, Statele Unite Hard W15 Simplu și dublu                                           | Sahaja Yamalapalli vs Amy Zhu                           | Sahaja Yamalapalli vs Amy Zhu           | Rachel Gailis Victoria Flores              | Kate Fakih Amelia Honer Ana Grubor Jessica Failla                                   |
| 24 iunie  | Los Angeles, Statele Unite Hard W15 Simplu și dublu                                           | Anita Sahdiieva Stefani Webb 7–5, 4–6, [10–6]           | Lily Fairclough Tenika McGiffin         | Rachel Gailis Victoria Flores              | Kate Fakih Amelia Honer Ana Grubor Jessica Failla                                   |

## Legături extere
- „10,600 players, 1135 events: The 2023 ITF World Tennis Tour in numbers”. International Tennis Federation. Accesat în 2 ianuarie 2024.
- „ITF WOMEN'S WORLD TENNIS TOUR CALENDAR”. International Tennis Federation. Accesat în 2 ianuarie 2024.
- International Tennis Federation (ITF)